# Division II i ishockey 1968-69
Division II i ishockey 1968-69 var turneringen for mandlige ishockeyhold i den næstbedste række i det svenske ligasystem. Turneringen havde deltagelse af 94 hold, der spillede om fire oprykningspladser til Division I, og om at undgå 21 nedrykningspladser til Division III.
Holdene var inddelt i fire regioner, nord (20 hold), øst (26 hold), vest (24 hold) og syd (24 hold). I alle fire regioner var holdene inddelt i to puljer med 10-14 hold, og i hver pulje spillede holdene en dobbeltturnering alle-mod-alle. De otte puljevindere gik videre til oprykningsspillet til Division I, og de 2-4 dårligste hold i hver pulje blev rykket ned i Division III. I oprykningsspillet blev de otte puljevindere blev inddelt i to nye puljer med fire hold i hver, som begge spillede en dobbeltturnering alle-mod-alle. I hver af de to puljer var der to oprykningspladser til Division I på spil.
De fire oprykningspladser blev besat af:
- Clemensnäs IF, der vandt Division II Nord A, og som endte på førstepladsen i Oprykningsspil Nord.
- Sandåkerns SK, der vandt Division II Nord B, og som endte på andenpladsen i Oprykningsspil Nord.
- Tingsryds AIF, der vandt Division II Syd B, og som endte på førstepladsen i Oprykningsspil Syd.
- Surahammars IF, der vandt Division II Vest A, og som endte på andenpladsen i Oprykningsspil Syd.

## Hold
Division II havde deltagelse af 94 klubber, hvilket var samme antal som i den foregående sæson. Blandt deltagerne var:
- 4 klubber, der var rykket ned fra Division I: Färjestads BK, Strömsbro IF, Tegs SK og Tingsryds AIF.
- 19 klubber, der var rykket op fra Division III: Alvesta SK, Bäckbyns IF, Boro/Landsbro IF, Gimo IF, Glimåkra IF, GoIF Linden, Grästorps IK, Guldsmedshytte SK, IFK Strömsund, Malmbergets AIF, Medle SK, Mjölby Södra IF, Skutskärs SK, Stocksunds IF, Säters IF, Torbjörn/Brämaregårdens IF, Vikarby IK, Visby BoIK og Västertorps BIK.

Desuden var der siden den foregående sæson sket følgende ændringer:
- Godtemplarnas IF havde fusioneret med lokalrivalerne fra Falu BS under dannelse af Falu IF, der overtog GIF's plads i Division II Øst A.

Følgende hold havde skiftet Division II-pulje siden den foregående sæson:
- IK Viking og Uddeholms IF var blevet overført fra Division II Vest B til Division II Vest A.
- Norrby IF og Sågdalens SK var blevet flyttet fra Division II Syd B til Division II Vest B.
- IFK Arboga var blevet overført fra Division II Vest A til Division II Syd A.
- Husqvarna IF var blevet flyttet fra Division II Syd A til Division II Syd B.

Klubberne var inddelt i fire regioner med 20-26 hold i hver, og i hver region var klubberne inddelt i to puljer med 10-14 hold i hver pulje.
| Hold i Division II 1968-69 | Hold i Division II 1968-69 | Hold i Division II 1968-69 | Hold i Division II 1968-69 | Boden Clemensnäs IFK Kiruna Kiruna AIF Luleå Kågedalen Malmberget Medle Piteå Rönnskär Heffners/Ortviken Nyland Strömsund Järved Sandåkern Sollefteå Teg Tunadal Örnsköldsvik Östersund Alfta Bollnäs Falun Gävle Godtemplare Hofors Häradsbygd. Tunabro Ljusne Skutskär Söderhamn Strömsbro Vikarby Almtuna Gimo Österåker Norrtälje Roma Väsby Visby Huddinge, Mälarhöjden, Nacka, Stocksund, Sundbyberg, Traneberg og Västertorp Avesta Bäckb. Enköping Fagersta Guldsmedshytte Viking Ludvika Morgårdshammar Skultuna Surahammar Säter Uddeholm Deje Forshaga Färjestad Grums Grästorp Munkfors Trollhättan Mariestad Norrby Skövde Sågdalen TBIF Kenty Linden Dalen Arboga IFK/IKS Terra Mjölby Södra Norraham. Nyköping Tranås Vätterstad Örebro Alvesta Boro/Landsbro Glimåkra Halmstad Husqvarna Troja Oskarshamn Malmö Skillingaryd Tingsryd Tyringe Öster |
| Hold                       | By                         | Hold                       | By                         | Boden Clemensnäs IFK Kiruna Kiruna AIF Luleå Kågedalen Malmberget Medle Piteå Rönnskär Heffners/Ortviken Nyland Strömsund Järved Sandåkern Sollefteå Teg Tunadal Örnsköldsvik Östersund Alfta Bollnäs Falun Gävle Godtemplare Hofors Häradsbygd. Tunabro Ljusne Skutskär Söderhamn Strömsbro Vikarby Almtuna Gimo Österåker Norrtälje Roma Väsby Visby Huddinge, Mälarhöjden, Nacka, Stocksund, Sundbyberg, Traneberg og Västertorp Avesta Bäckb. Enköping Fagersta Guldsmedshytte Viking Ludvika Morgårdshammar Skultuna Surahammar Säter Uddeholm Deje Forshaga Färjestad Grums Grästorp Munkfors Trollhättan Mariestad Norrby Skövde Sågdalen TBIF Kenty Linden Dalen Arboga IFK/IKS Terra Mjölby Södra Norraham. Nyköping Tranås Vätterstad Örebro Alvesta Boro/Landsbro Glimåkra Halmstad Husqvarna Troja Oskarshamn Malmö Skillingaryd Tingsryd Tyringe Öster |
| Nord                       |                            |                            |                            | Boden Clemensnäs IFK Kiruna Kiruna AIF Luleå Kågedalen Malmberget Medle Piteå Rönnskär Heffners/Ortviken Nyland Strömsund Järved Sandåkern Sollefteå Teg Tunadal Örnsköldsvik Östersund Alfta Bollnäs Falun Gävle Godtemplare Hofors Häradsbygd. Tunabro Ljusne Skutskär Söderhamn Strömsbro Vikarby Almtuna Gimo Österåker Norrtälje Roma Väsby Visby Huddinge, Mälarhöjden, Nacka, Stocksund, Sundbyberg, Traneberg og Västertorp Avesta Bäckb. Enköping Fagersta Guldsmedshytte Viking Ludvika Morgårdshammar Skultuna Surahammar Säter Uddeholm Deje Forshaga Färjestad Grums Grästorp Munkfors Trollhättan Mariestad Norrby Skövde Sågdalen TBIF Kenty Linden Dalen Arboga IFK/IKS Terra Mjölby Södra Norraham. Nyköping Tranås Vätterstad Örebro Alvesta Boro/Landsbro Glimåkra Halmstad Husqvarna Troja Oskarshamn Malmö Skillingaryd Tingsryd Tyringe Öster |
| Division II Nord A         | Division II Nord A         | Division II Nord B         | Division II Nord B         | Boden Clemensnäs IFK Kiruna Kiruna AIF Luleå Kågedalen Malmberget Medle Piteå Rönnskär Heffners/Ortviken Nyland Strömsund Järved Sandåkern Sollefteå Teg Tunadal Örnsköldsvik Östersund Alfta Bollnäs Falun Gävle Godtemplare Hofors Häradsbygd. Tunabro Ljusne Skutskär Söderhamn Strömsbro Vikarby Almtuna Gimo Österåker Norrtälje Roma Väsby Visby Huddinge, Mälarhöjden, Nacka, Stocksund, Sundbyberg, Traneberg og Västertorp Avesta Bäckb. Enköping Fagersta Guldsmedshytte Viking Ludvika Morgårdshammar Skultuna Surahammar Säter Uddeholm Deje Forshaga Färjestad Grums Grästorp Munkfors Trollhättan Mariestad Norrby Skövde Sågdalen TBIF Kenty Linden Dalen Arboga IFK/IKS Terra Mjölby Södra Norraham. Nyköping Tranås Vätterstad Örebro Alvesta Boro/Landsbro Glimåkra Halmstad Husqvarna Troja Oskarshamn Malmö Skillingaryd Tingsryd Tyringe Öster |
| Bodens BK                  | Boden                      | Heffners/Ortvikens IF      | Sundsvall                  | Boden Clemensnäs IFK Kiruna Kiruna AIF Luleå Kågedalen Malmberget Medle Piteå Rönnskär Heffners/Ortviken Nyland Strömsund Järved Sandåkern Sollefteå Teg Tunadal Örnsköldsvik Östersund Alfta Bollnäs Falun Gävle Godtemplare Hofors Häradsbygd. Tunabro Ljusne Skutskär Söderhamn Strömsbro Vikarby Almtuna Gimo Österåker Norrtälje Roma Väsby Visby Huddinge, Mälarhöjden, Nacka, Stocksund, Sundbyberg, Traneberg og Västertorp Avesta Bäckb. Enköping Fagersta Guldsmedshytte Viking Ludvika Morgårdshammar Skultuna Surahammar Säter Uddeholm Deje Forshaga Färjestad Grums Grästorp Munkfors Trollhättan Mariestad Norrby Skövde Sågdalen TBIF Kenty Linden Dalen Arboga IFK/IKS Terra Mjölby Södra Norraham. Nyköping Tranås Vätterstad Örebro Alvesta Boro/Landsbro Glimåkra Halmstad Husqvarna Troja Oskarshamn Malmö Skillingaryd Tingsryd Tyringe Öster |
| Clemensnäs IF              | Ursviken                   | IFK Nyland                 | Nyland                     | Boden Clemensnäs IFK Kiruna Kiruna AIF Luleå Kågedalen Malmberget Medle Piteå Rönnskär Heffners/Ortviken Nyland Strömsund Järved Sandåkern Sollefteå Teg Tunadal Örnsköldsvik Östersund Alfta Bollnäs Falun Gävle Godtemplare Hofors Häradsbygd. Tunabro Ljusne Skutskär Söderhamn Strömsbro Vikarby Almtuna Gimo Österåker Norrtälje Roma Väsby Visby Huddinge, Mälarhöjden, Nacka, Stocksund, Sundbyberg, Traneberg og Västertorp Avesta Bäckb. Enköping Fagersta Guldsmedshytte Viking Ludvika Morgårdshammar Skultuna Surahammar Säter Uddeholm Deje Forshaga Färjestad Grums Grästorp Munkfors Trollhättan Mariestad Norrby Skövde Sågdalen TBIF Kenty Linden Dalen Arboga IFK/IKS Terra Mjölby Södra Norraham. Nyköping Tranås Vätterstad Örebro Alvesta Boro/Landsbro Glimåkra Halmstad Husqvarna Troja Oskarshamn Malmö Skillingaryd Tingsryd Tyringe Öster |
| IFK Kiruna                 | Kiruna                     | IFK Strömsund              | Strömsund                  | Boden Clemensnäs IFK Kiruna Kiruna AIF Luleå Kågedalen Malmberget Medle Piteå Rönnskär Heffners/Ortviken Nyland Strömsund Järved Sandåkern Sollefteå Teg Tunadal Örnsköldsvik Östersund Alfta Bollnäs Falun Gävle Godtemplare Hofors Häradsbygd. Tunabro Ljusne Skutskär Söderhamn Strömsbro Vikarby Almtuna Gimo Österåker Norrtälje Roma Väsby Visby Huddinge, Mälarhöjden, Nacka, Stocksund, Sundbyberg, Traneberg og Västertorp Avesta Bäckb. Enköping Fagersta Guldsmedshytte Viking Ludvika Morgårdshammar Skultuna Surahammar Säter Uddeholm Deje Forshaga Färjestad Grums Grästorp Munkfors Trollhättan Mariestad Norrby Skövde Sågdalen TBIF Kenty Linden Dalen Arboga IFK/IKS Terra Mjölby Södra Norraham. Nyköping Tranås Vätterstad Örebro Alvesta Boro/Landsbro Glimåkra Halmstad Husqvarna Troja Oskarshamn Malmö Skillingaryd Tingsryd Tyringe Öster |
| IFK Luleå                  | Luleå                      | Järveds IF                 | Örnsköldsvik               | Boden Clemensnäs IFK Kiruna Kiruna AIF Luleå Kågedalen Malmberget Medle Piteå Rönnskär Heffners/Ortviken Nyland Strömsund Järved Sandåkern Sollefteå Teg Tunadal Örnsköldsvik Östersund Alfta Bollnäs Falun Gävle Godtemplare Hofors Häradsbygd. Tunabro Ljusne Skutskär Söderhamn Strömsbro Vikarby Almtuna Gimo Österåker Norrtälje Roma Väsby Visby Huddinge, Mälarhöjden, Nacka, Stocksund, Sundbyberg, Traneberg og Västertorp Avesta Bäckb. Enköping Fagersta Guldsmedshytte Viking Ludvika Morgårdshammar Skultuna Surahammar Säter Uddeholm Deje Forshaga Färjestad Grums Grästorp Munkfors Trollhättan Mariestad Norrby Skövde Sågdalen TBIF Kenty Linden Dalen Arboga IFK/IKS Terra Mjölby Södra Norraham. Nyköping Tranås Vätterstad Örebro Alvesta Boro/Landsbro Glimåkra Halmstad Husqvarna Troja Oskarshamn Malmö Skillingaryd Tingsryd Tyringe Öster |
| Kiruna AIF                 | Kiruna                     | Sandåkerns SK              | Umeå                       | Boden Clemensnäs IFK Kiruna Kiruna AIF Luleå Kågedalen Malmberget Medle Piteå Rönnskär Heffners/Ortviken Nyland Strömsund Järved Sandåkern Sollefteå Teg Tunadal Örnsköldsvik Östersund Alfta Bollnäs Falun Gävle Godtemplare Hofors Häradsbygd. Tunabro Ljusne Skutskär Söderhamn Strömsbro Vikarby Almtuna Gimo Österåker Norrtälje Roma Väsby Visby Huddinge, Mälarhöjden, Nacka, Stocksund, Sundbyberg, Traneberg og Västertorp Avesta Bäckb. Enköping Fagersta Guldsmedshytte Viking Ludvika Morgårdshammar Skultuna Surahammar Säter Uddeholm Deje Forshaga Färjestad Grums Grästorp Munkfors Trollhättan Mariestad Norrby Skövde Sågdalen TBIF Kenty Linden Dalen Arboga IFK/IKS Terra Mjölby Södra Norraham. Nyköping Tranås Vätterstad Örebro Alvesta Boro/Landsbro Glimåkra Halmstad Husqvarna Troja Oskarshamn Malmö Skillingaryd Tingsryd Tyringe Öster |
| Kågedalens AIF             | Kåge                       | Sollefteå IK               | Sollefteå                  | Boden Clemensnäs IFK Kiruna Kiruna AIF Luleå Kågedalen Malmberget Medle Piteå Rönnskär Heffners/Ortviken Nyland Strömsund Järved Sandåkern Sollefteå Teg Tunadal Örnsköldsvik Östersund Alfta Bollnäs Falun Gävle Godtemplare Hofors Häradsbygd. Tunabro Ljusne Skutskär Söderhamn Strömsbro Vikarby Almtuna Gimo Österåker Norrtälje Roma Väsby Visby Huddinge, Mälarhöjden, Nacka, Stocksund, Sundbyberg, Traneberg og Västertorp Avesta Bäckb. Enköping Fagersta Guldsmedshytte Viking Ludvika Morgårdshammar Skultuna Surahammar Säter Uddeholm Deje Forshaga Färjestad Grums Grästorp Munkfors Trollhättan Mariestad Norrby Skövde Sågdalen TBIF Kenty Linden Dalen Arboga IFK/IKS Terra Mjölby Södra Norraham. Nyköping Tranås Vätterstad Örebro Alvesta Boro/Landsbro Glimåkra Halmstad Husqvarna Troja Oskarshamn Malmö Skillingaryd Tingsryd Tyringe Öster |
| Malmbergets AIF            | Malmberget                 | Tegs SK                    | Umeå                       | Boden Clemensnäs IFK Kiruna Kiruna AIF Luleå Kågedalen Malmberget Medle Piteå Rönnskär Heffners/Ortviken Nyland Strömsund Järved Sandåkern Sollefteå Teg Tunadal Örnsköldsvik Östersund Alfta Bollnäs Falun Gävle Godtemplare Hofors Häradsbygd. Tunabro Ljusne Skutskär Söderhamn Strömsbro Vikarby Almtuna Gimo Österåker Norrtälje Roma Väsby Visby Huddinge, Mälarhöjden, Nacka, Stocksund, Sundbyberg, Traneberg og Västertorp Avesta Bäckb. Enköping Fagersta Guldsmedshytte Viking Ludvika Morgårdshammar Skultuna Surahammar Säter Uddeholm Deje Forshaga Färjestad Grums Grästorp Munkfors Trollhättan Mariestad Norrby Skövde Sågdalen TBIF Kenty Linden Dalen Arboga IFK/IKS Terra Mjölby Södra Norraham. Nyköping Tranås Vätterstad Örebro Alvesta Boro/Landsbro Glimåkra Halmstad Husqvarna Troja Oskarshamn Malmö Skillingaryd Tingsryd Tyringe Öster |
| Medle SK                   | Medle                      | Tunadals IF                | Sundsvall                  | Boden Clemensnäs IFK Kiruna Kiruna AIF Luleå Kågedalen Malmberget Medle Piteå Rönnskär Heffners/Ortviken Nyland Strömsund Järved Sandåkern Sollefteå Teg Tunadal Örnsköldsvik Östersund Alfta Bollnäs Falun Gävle Godtemplare Hofors Häradsbygd. Tunabro Ljusne Skutskär Söderhamn Strömsbro Vikarby Almtuna Gimo Österåker Norrtälje Roma Väsby Visby Huddinge, Mälarhöjden, Nacka, Stocksund, Sundbyberg, Traneberg og Västertorp Avesta Bäckb. Enköping Fagersta Guldsmedshytte Viking Ludvika Morgårdshammar Skultuna Surahammar Säter Uddeholm Deje Forshaga Färjestad Grums Grästorp Munkfors Trollhättan Mariestad Norrby Skövde Sågdalen TBIF Kenty Linden Dalen Arboga IFK/IKS Terra Mjölby Södra Norraham. Nyköping Tranås Vätterstad Örebro Alvesta Boro/Landsbro Glimåkra Halmstad Husqvarna Troja Oskarshamn Malmö Skillingaryd Tingsryd Tyringe Öster |
| Piteå IF                   | Piteå                      | Örnsköldsviks SK           | Örnsköldsvik               | Boden Clemensnäs IFK Kiruna Kiruna AIF Luleå Kågedalen Malmberget Medle Piteå Rönnskär Heffners/Ortviken Nyland Strömsund Järved Sandåkern Sollefteå Teg Tunadal Örnsköldsvik Östersund Alfta Bollnäs Falun Gävle Godtemplare Hofors Häradsbygd. Tunabro Ljusne Skutskär Söderhamn Strömsbro Vikarby Almtuna Gimo Österåker Norrtälje Roma Väsby Visby Huddinge, Mälarhöjden, Nacka, Stocksund, Sundbyberg, Traneberg og Västertorp Avesta Bäckb. Enköping Fagersta Guldsmedshytte Viking Ludvika Morgårdshammar Skultuna Surahammar Säter Uddeholm Deje Forshaga Färjestad Grums Grästorp Munkfors Trollhättan Mariestad Norrby Skövde Sågdalen TBIF Kenty Linden Dalen Arboga IFK/IKS Terra Mjölby Södra Norraham. Nyköping Tranås Vätterstad Örebro Alvesta Boro/Landsbro Glimåkra Halmstad Husqvarna Troja Oskarshamn Malmö Skillingaryd Tingsryd Tyringe Öster |
| Rönnskärs IF               | Skelleftehamn              | Östersunds IK              | Östersund                  | Boden Clemensnäs IFK Kiruna Kiruna AIF Luleå Kågedalen Malmberget Medle Piteå Rönnskär Heffners/Ortviken Nyland Strömsund Järved Sandåkern Sollefteå Teg Tunadal Örnsköldsvik Östersund Alfta Bollnäs Falun Gävle Godtemplare Hofors Häradsbygd. Tunabro Ljusne Skutskär Söderhamn Strömsbro Vikarby Almtuna Gimo Österåker Norrtälje Roma Väsby Visby Huddinge, Mälarhöjden, Nacka, Stocksund, Sundbyberg, Traneberg og Västertorp Avesta Bäckb. Enköping Fagersta Guldsmedshytte Viking Ludvika Morgårdshammar Skultuna Surahammar Säter Uddeholm Deje Forshaga Färjestad Grums Grästorp Munkfors Trollhättan Mariestad Norrby Skövde Sågdalen TBIF Kenty Linden Dalen Arboga IFK/IKS Terra Mjölby Södra Norraham. Nyköping Tranås Vätterstad Örebro Alvesta Boro/Landsbro Glimåkra Halmstad Husqvarna Troja Oskarshamn Malmö Skillingaryd Tingsryd Tyringe Öster |
| Øst                        |                            |                            |                            | Boden Clemensnäs IFK Kiruna Kiruna AIF Luleå Kågedalen Malmberget Medle Piteå Rönnskär Heffners/Ortviken Nyland Strömsund Järved Sandåkern Sollefteå Teg Tunadal Örnsköldsvik Östersund Alfta Bollnäs Falun Gävle Godtemplare Hofors Häradsbygd. Tunabro Ljusne Skutskär Söderhamn Strömsbro Vikarby Almtuna Gimo Österåker Norrtälje Roma Väsby Visby Huddinge, Mälarhöjden, Nacka, Stocksund, Sundbyberg, Traneberg og Västertorp Avesta Bäckb. Enköping Fagersta Guldsmedshytte Viking Ludvika Morgårdshammar Skultuna Surahammar Säter Uddeholm Deje Forshaga Färjestad Grums Grästorp Munkfors Trollhättan Mariestad Norrby Skövde Sågdalen TBIF Kenty Linden Dalen Arboga IFK/IKS Terra Mjölby Södra Norraham. Nyköping Tranås Vätterstad Örebro Alvesta Boro/Landsbro Glimåkra Halmstad Husqvarna Troja Oskarshamn Malmö Skillingaryd Tingsryd Tyringe Öster |
| Division II Øst A          | Division II Øst A          | Division II Øst B          | Division II Øst B          | Boden Clemensnäs IFK Kiruna Kiruna AIF Luleå Kågedalen Malmberget Medle Piteå Rönnskär Heffners/Ortviken Nyland Strömsund Järved Sandåkern Sollefteå Teg Tunadal Örnsköldsvik Östersund Alfta Bollnäs Falun Gävle Godtemplare Hofors Häradsbygd. Tunabro Ljusne Skutskär Söderhamn Strömsbro Vikarby Almtuna Gimo Österåker Norrtälje Roma Väsby Visby Huddinge, Mälarhöjden, Nacka, Stocksund, Sundbyberg, Traneberg og Västertorp Avesta Bäckb. Enköping Fagersta Guldsmedshytte Viking Ludvika Morgårdshammar Skultuna Surahammar Säter Uddeholm Deje Forshaga Färjestad Grums Grästorp Munkfors Trollhättan Mariestad Norrby Skövde Sågdalen TBIF Kenty Linden Dalen Arboga IFK/IKS Terra Mjölby Södra Norraham. Nyköping Tranås Vätterstad Örebro Alvesta Boro/Landsbro Glimåkra Halmstad Husqvarna Troja Oskarshamn Malmö Skillingaryd Tingsryd Tyringe Öster |
| Alfta GIF                  | Alfta                      | Almtuna IS                 | Uppsala                    | Boden Clemensnäs IFK Kiruna Kiruna AIF Luleå Kågedalen Malmberget Medle Piteå Rönnskär Heffners/Ortviken Nyland Strömsund Järved Sandåkern Sollefteå Teg Tunadal Örnsköldsvik Östersund Alfta Bollnäs Falun Gävle Godtemplare Hofors Häradsbygd. Tunabro Ljusne Skutskär Söderhamn Strömsbro Vikarby Almtuna Gimo Österåker Norrtälje Roma Väsby Visby Huddinge, Mälarhöjden, Nacka, Stocksund, Sundbyberg, Traneberg og Västertorp Avesta Bäckb. Enköping Fagersta Guldsmedshytte Viking Ludvika Morgårdshammar Skultuna Surahammar Säter Uddeholm Deje Forshaga Färjestad Grums Grästorp Munkfors Trollhättan Mariestad Norrby Skövde Sågdalen TBIF Kenty Linden Dalen Arboga IFK/IKS Terra Mjölby Södra Norraham. Nyköping Tranås Vätterstad Örebro Alvesta Boro/Landsbro Glimåkra Halmstad Husqvarna Troja Oskarshamn Malmö Skillingaryd Tingsryd Tyringe Öster |
| Bollnäs IS                 | Bollnäs                    | Gimo IF                    | Gimo                       | Boden Clemensnäs IFK Kiruna Kiruna AIF Luleå Kågedalen Malmberget Medle Piteå Rönnskär Heffners/Ortviken Nyland Strömsund Järved Sandåkern Sollefteå Teg Tunadal Örnsköldsvik Östersund Alfta Bollnäs Falun Gävle Godtemplare Hofors Häradsbygd. Tunabro Ljusne Skutskär Söderhamn Strömsbro Vikarby Almtuna Gimo Österåker Norrtälje Roma Väsby Visby Huddinge, Mälarhöjden, Nacka, Stocksund, Sundbyberg, Traneberg og Västertorp Avesta Bäckb. Enköping Fagersta Guldsmedshytte Viking Ludvika Morgårdshammar Skultuna Surahammar Säter Uddeholm Deje Forshaga Färjestad Grums Grästorp Munkfors Trollhättan Mariestad Norrby Skövde Sågdalen TBIF Kenty Linden Dalen Arboga IFK/IKS Terra Mjölby Södra Norraham. Nyköping Tranås Vätterstad Örebro Alvesta Boro/Landsbro Glimåkra Halmstad Husqvarna Troja Oskarshamn Malmö Skillingaryd Tingsryd Tyringe Öster |
| Falu IF                    | Falun                      | Huddinge IK                | Stockholm                  | Boden Clemensnäs IFK Kiruna Kiruna AIF Luleå Kågedalen Malmberget Medle Piteå Rönnskär Heffners/Ortviken Nyland Strömsund Järved Sandåkern Sollefteå Teg Tunadal Örnsköldsvik Östersund Alfta Bollnäs Falun Gävle Godtemplare Hofors Häradsbygd. Tunabro Ljusne Skutskär Söderhamn Strömsbro Vikarby Almtuna Gimo Österåker Norrtälje Roma Väsby Visby Huddinge, Mälarhöjden, Nacka, Stocksund, Sundbyberg, Traneberg og Västertorp Avesta Bäckb. Enköping Fagersta Guldsmedshytte Viking Ludvika Morgårdshammar Skultuna Surahammar Säter Uddeholm Deje Forshaga Färjestad Grums Grästorp Munkfors Trollhättan Mariestad Norrby Skövde Sågdalen TBIF Kenty Linden Dalen Arboga IFK/IKS Terra Mjölby Södra Norraham. Nyköping Tranås Vätterstad Örebro Alvesta Boro/Landsbro Glimåkra Halmstad Husqvarna Troja Oskarshamn Malmö Skillingaryd Tingsryd Tyringe Öster |
| Gävle Godtemplares IK      | Gävle                      | IFK Österåker              | Åkersberga                 | Boden Clemensnäs IFK Kiruna Kiruna AIF Luleå Kågedalen Malmberget Medle Piteå Rönnskär Heffners/Ortviken Nyland Strömsund Järved Sandåkern Sollefteå Teg Tunadal Örnsköldsvik Östersund Alfta Bollnäs Falun Gävle Godtemplare Hofors Häradsbygd. Tunabro Ljusne Skutskär Söderhamn Strömsbro Vikarby Almtuna Gimo Österåker Norrtälje Roma Väsby Visby Huddinge, Mälarhöjden, Nacka, Stocksund, Sundbyberg, Traneberg og Västertorp Avesta Bäckb. Enköping Fagersta Guldsmedshytte Viking Ludvika Morgårdshammar Skultuna Surahammar Säter Uddeholm Deje Forshaga Färjestad Grums Grästorp Munkfors Trollhättan Mariestad Norrby Skövde Sågdalen TBIF Kenty Linden Dalen Arboga IFK/IKS Terra Mjölby Södra Norraham. Nyköping Tranås Vätterstad Örebro Alvesta Boro/Landsbro Glimåkra Halmstad Husqvarna Troja Oskarshamn Malmö Skillingaryd Tingsryd Tyringe Öster |
| Hofors IK                  | Hofors                     | Mälarhöjdens IK            | Stockholm                  | Boden Clemensnäs IFK Kiruna Kiruna AIF Luleå Kågedalen Malmberget Medle Piteå Rönnskär Heffners/Ortviken Nyland Strömsund Järved Sandåkern Sollefteå Teg Tunadal Örnsköldsvik Östersund Alfta Bollnäs Falun Gävle Godtemplare Hofors Häradsbygd. Tunabro Ljusne Skutskär Söderhamn Strömsbro Vikarby Almtuna Gimo Österåker Norrtälje Roma Väsby Visby Huddinge, Mälarhöjden, Nacka, Stocksund, Sundbyberg, Traneberg og Västertorp Avesta Bäckb. Enköping Fagersta Guldsmedshytte Viking Ludvika Morgårdshammar Skultuna Surahammar Säter Uddeholm Deje Forshaga Färjestad Grums Grästorp Munkfors Trollhättan Mariestad Norrby Skövde Sågdalen TBIF Kenty Linden Dalen Arboga IFK/IKS Terra Mjölby Södra Norraham. Nyköping Tranås Vätterstad Örebro Alvesta Boro/Landsbro Glimåkra Halmstad Husqvarna Troja Oskarshamn Malmö Skillingaryd Tingsryd Tyringe Öster |
| Häradsbygdens SS           | Leksand                    | Nacka SK                   | Stockholm                  | Boden Clemensnäs IFK Kiruna Kiruna AIF Luleå Kågedalen Malmberget Medle Piteå Rönnskär Heffners/Ortviken Nyland Strömsund Järved Sandåkern Sollefteå Teg Tunadal Örnsköldsvik Östersund Alfta Bollnäs Falun Gävle Godtemplare Hofors Häradsbygd. Tunabro Ljusne Skutskär Söderhamn Strömsbro Vikarby Almtuna Gimo Österåker Norrtälje Roma Väsby Visby Huddinge, Mälarhöjden, Nacka, Stocksund, Sundbyberg, Traneberg og Västertorp Avesta Bäckb. Enköping Fagersta Guldsmedshytte Viking Ludvika Morgårdshammar Skultuna Surahammar Säter Uddeholm Deje Forshaga Färjestad Grums Grästorp Munkfors Trollhättan Mariestad Norrby Skövde Sågdalen TBIF Kenty Linden Dalen Arboga IFK/IKS Terra Mjölby Södra Norraham. Nyköping Tranås Vätterstad Örebro Alvesta Boro/Landsbro Glimåkra Halmstad Husqvarna Troja Oskarshamn Malmö Skillingaryd Tingsryd Tyringe Öster |
| IF Tunabro                 | Borlänge                   | Norrtälje IK               | Norrtälje                  | Boden Clemensnäs IFK Kiruna Kiruna AIF Luleå Kågedalen Malmberget Medle Piteå Rönnskär Heffners/Ortviken Nyland Strömsund Järved Sandåkern Sollefteå Teg Tunadal Örnsköldsvik Östersund Alfta Bollnäs Falun Gävle Godtemplare Hofors Häradsbygd. Tunabro Ljusne Skutskär Söderhamn Strömsbro Vikarby Almtuna Gimo Österåker Norrtälje Roma Väsby Visby Huddinge, Mälarhöjden, Nacka, Stocksund, Sundbyberg, Traneberg og Västertorp Avesta Bäckb. Enköping Fagersta Guldsmedshytte Viking Ludvika Morgårdshammar Skultuna Surahammar Säter Uddeholm Deje Forshaga Färjestad Grums Grästorp Munkfors Trollhättan Mariestad Norrby Skövde Sågdalen TBIF Kenty Linden Dalen Arboga IFK/IKS Terra Mjölby Södra Norraham. Nyköping Tranås Vätterstad Örebro Alvesta Boro/Landsbro Glimåkra Halmstad Husqvarna Troja Oskarshamn Malmö Skillingaryd Tingsryd Tyringe Öster |
| Ljusne AIK                 | Ljusne                     | Roma IF                    | Roma                       | Boden Clemensnäs IFK Kiruna Kiruna AIF Luleå Kågedalen Malmberget Medle Piteå Rönnskär Heffners/Ortviken Nyland Strömsund Järved Sandåkern Sollefteå Teg Tunadal Örnsköldsvik Östersund Alfta Bollnäs Falun Gävle Godtemplare Hofors Häradsbygd. Tunabro Ljusne Skutskär Söderhamn Strömsbro Vikarby Almtuna Gimo Österåker Norrtälje Roma Väsby Visby Huddinge, Mälarhöjden, Nacka, Stocksund, Sundbyberg, Traneberg og Västertorp Avesta Bäckb. Enköping Fagersta Guldsmedshytte Viking Ludvika Morgårdshammar Skultuna Surahammar Säter Uddeholm Deje Forshaga Färjestad Grums Grästorp Munkfors Trollhättan Mariestad Norrby Skövde Sågdalen TBIF Kenty Linden Dalen Arboga IFK/IKS Terra Mjölby Södra Norraham. Nyköping Tranås Vätterstad Örebro Alvesta Boro/Landsbro Glimåkra Halmstad Husqvarna Troja Oskarshamn Malmö Skillingaryd Tingsryd Tyringe Öster |
| Skutskärs SK               | Skutskär                   | Stocksunds IF              | Stockholm                  | Boden Clemensnäs IFK Kiruna Kiruna AIF Luleå Kågedalen Malmberget Medle Piteå Rönnskär Heffners/Ortviken Nyland Strömsund Järved Sandåkern Sollefteå Teg Tunadal Örnsköldsvik Östersund Alfta Bollnäs Falun Gävle Godtemplare Hofors Häradsbygd. Tunabro Ljusne Skutskär Söderhamn Strömsbro Vikarby Almtuna Gimo Österåker Norrtälje Roma Väsby Visby Huddinge, Mälarhöjden, Nacka, Stocksund, Sundbyberg, Traneberg og Västertorp Avesta Bäckb. Enköping Fagersta Guldsmedshytte Viking Ludvika Morgårdshammar Skultuna Surahammar Säter Uddeholm Deje Forshaga Färjestad Grums Grästorp Munkfors Trollhättan Mariestad Norrby Skövde Sågdalen TBIF Kenty Linden Dalen Arboga IFK/IKS Terra Mjölby Södra Norraham. Nyköping Tranås Vätterstad Örebro Alvesta Boro/Landsbro Glimåkra Halmstad Husqvarna Troja Oskarshamn Malmö Skillingaryd Tingsryd Tyringe Öster |
| Söderhamns IK              | Söderhamn                  | Sundbybergs IK             | Stockholm                  | Boden Clemensnäs IFK Kiruna Kiruna AIF Luleå Kågedalen Malmberget Medle Piteå Rönnskär Heffners/Ortviken Nyland Strömsund Järved Sandåkern Sollefteå Teg Tunadal Örnsköldsvik Östersund Alfta Bollnäs Falun Gävle Godtemplare Hofors Häradsbygd. Tunabro Ljusne Skutskär Söderhamn Strömsbro Vikarby Almtuna Gimo Österåker Norrtälje Roma Väsby Visby Huddinge, Mälarhöjden, Nacka, Stocksund, Sundbyberg, Traneberg og Västertorp Avesta Bäckb. Enköping Fagersta Guldsmedshytte Viking Ludvika Morgårdshammar Skultuna Surahammar Säter Uddeholm Deje Forshaga Färjestad Grums Grästorp Munkfors Trollhättan Mariestad Norrby Skövde Sågdalen TBIF Kenty Linden Dalen Arboga IFK/IKS Terra Mjölby Södra Norraham. Nyköping Tranås Vätterstad Örebro Alvesta Boro/Landsbro Glimåkra Halmstad Husqvarna Troja Oskarshamn Malmö Skillingaryd Tingsryd Tyringe Öster |
| Strömsbro IF               | Gävle                      | Tranebergs IF              | Stockholm                  | Boden Clemensnäs IFK Kiruna Kiruna AIF Luleå Kågedalen Malmberget Medle Piteå Rönnskär Heffners/Ortviken Nyland Strömsund Järved Sandåkern Sollefteå Teg Tunadal Örnsköldsvik Östersund Alfta Bollnäs Falun Gävle Godtemplare Hofors Häradsbygd. Tunabro Ljusne Skutskär Söderhamn Strömsbro Vikarby Almtuna Gimo Österåker Norrtälje Roma Väsby Visby Huddinge, Mälarhöjden, Nacka, Stocksund, Sundbyberg, Traneberg og Västertorp Avesta Bäckb. Enköping Fagersta Guldsmedshytte Viking Ludvika Morgårdshammar Skultuna Surahammar Säter Uddeholm Deje Forshaga Färjestad Grums Grästorp Munkfors Trollhättan Mariestad Norrby Skövde Sågdalen TBIF Kenty Linden Dalen Arboga IFK/IKS Terra Mjölby Södra Norraham. Nyköping Tranås Vätterstad Örebro Alvesta Boro/Landsbro Glimåkra Halmstad Husqvarna Troja Oskarshamn Malmö Skillingaryd Tingsryd Tyringe Öster |
| Vikarby IF                 | Vikarbyn                   | Visby BoIK                 | Visby                      | Boden Clemensnäs IFK Kiruna Kiruna AIF Luleå Kågedalen Malmberget Medle Piteå Rönnskär Heffners/Ortviken Nyland Strömsund Järved Sandåkern Sollefteå Teg Tunadal Örnsköldsvik Östersund Alfta Bollnäs Falun Gävle Godtemplare Hofors Häradsbygd. Tunabro Ljusne Skutskär Söderhamn Strömsbro Vikarby Almtuna Gimo Österåker Norrtälje Roma Väsby Visby Huddinge, Mälarhöjden, Nacka, Stocksund, Sundbyberg, Traneberg og Västertorp Avesta Bäckb. Enköping Fagersta Guldsmedshytte Viking Ludvika Morgårdshammar Skultuna Surahammar Säter Uddeholm Deje Forshaga Färjestad Grums Grästorp Munkfors Trollhättan Mariestad Norrby Skövde Sågdalen TBIF Kenty Linden Dalen Arboga IFK/IKS Terra Mjölby Södra Norraham. Nyköping Tranås Vätterstad Örebro Alvesta Boro/Landsbro Glimåkra Halmstad Husqvarna Troja Oskarshamn Malmö Skillingaryd Tingsryd Tyringe Öster |
|                            |                            | Väsby IK                   | Upplands Väsby             | Boden Clemensnäs IFK Kiruna Kiruna AIF Luleå Kågedalen Malmberget Medle Piteå Rönnskär Heffners/Ortviken Nyland Strömsund Järved Sandåkern Sollefteå Teg Tunadal Örnsköldsvik Östersund Alfta Bollnäs Falun Gävle Godtemplare Hofors Häradsbygd. Tunabro Ljusne Skutskär Söderhamn Strömsbro Vikarby Almtuna Gimo Österåker Norrtälje Roma Väsby Visby Huddinge, Mälarhöjden, Nacka, Stocksund, Sundbyberg, Traneberg og Västertorp Avesta Bäckb. Enköping Fagersta Guldsmedshytte Viking Ludvika Morgårdshammar Skultuna Surahammar Säter Uddeholm Deje Forshaga Färjestad Grums Grästorp Munkfors Trollhättan Mariestad Norrby Skövde Sågdalen TBIF Kenty Linden Dalen Arboga IFK/IKS Terra Mjölby Södra Norraham. Nyköping Tranås Vätterstad Örebro Alvesta Boro/Landsbro Glimåkra Halmstad Husqvarna Troja Oskarshamn Malmö Skillingaryd Tingsryd Tyringe Öster |
| Västertorps BIK            | Stockholm                  |                            |                            | Boden Clemensnäs IFK Kiruna Kiruna AIF Luleå Kågedalen Malmberget Medle Piteå Rönnskär Heffners/Ortviken Nyland Strömsund Järved Sandåkern Sollefteå Teg Tunadal Örnsköldsvik Östersund Alfta Bollnäs Falun Gävle Godtemplare Hofors Häradsbygd. Tunabro Ljusne Skutskär Söderhamn Strömsbro Vikarby Almtuna Gimo Österåker Norrtälje Roma Väsby Visby Huddinge, Mälarhöjden, Nacka, Stocksund, Sundbyberg, Traneberg og Västertorp Avesta Bäckb. Enköping Fagersta Guldsmedshytte Viking Ludvika Morgårdshammar Skultuna Surahammar Säter Uddeholm Deje Forshaga Färjestad Grums Grästorp Munkfors Trollhättan Mariestad Norrby Skövde Sågdalen TBIF Kenty Linden Dalen Arboga IFK/IKS Terra Mjölby Södra Norraham. Nyköping Tranås Vätterstad Örebro Alvesta Boro/Landsbro Glimåkra Halmstad Husqvarna Troja Oskarshamn Malmö Skillingaryd Tingsryd Tyringe Öster |
| Vest                       |                            |                            |                            | Boden Clemensnäs IFK Kiruna Kiruna AIF Luleå Kågedalen Malmberget Medle Piteå Rönnskär Heffners/Ortviken Nyland Strömsund Järved Sandåkern Sollefteå Teg Tunadal Örnsköldsvik Östersund Alfta Bollnäs Falun Gävle Godtemplare Hofors Häradsbygd. Tunabro Ljusne Skutskär Söderhamn Strömsbro Vikarby Almtuna Gimo Österåker Norrtälje Roma Väsby Visby Huddinge, Mälarhöjden, Nacka, Stocksund, Sundbyberg, Traneberg og Västertorp Avesta Bäckb. Enköping Fagersta Guldsmedshytte Viking Ludvika Morgårdshammar Skultuna Surahammar Säter Uddeholm Deje Forshaga Färjestad Grums Grästorp Munkfors Trollhättan Mariestad Norrby Skövde Sågdalen TBIF Kenty Linden Dalen Arboga IFK/IKS Terra Mjölby Södra Norraham. Nyköping Tranås Vätterstad Örebro Alvesta Boro/Landsbro Glimåkra Halmstad Husqvarna Troja Oskarshamn Malmö Skillingaryd Tingsryd Tyringe Öster |
| Division II Vest A         | Division II Vest A         | Division II Vest B         | Division II Vest B         | Boden Clemensnäs IFK Kiruna Kiruna AIF Luleå Kågedalen Malmberget Medle Piteå Rönnskär Heffners/Ortviken Nyland Strömsund Järved Sandåkern Sollefteå Teg Tunadal Örnsköldsvik Östersund Alfta Bollnäs Falun Gävle Godtemplare Hofors Häradsbygd. Tunabro Ljusne Skutskär Söderhamn Strömsbro Vikarby Almtuna Gimo Österåker Norrtälje Roma Väsby Visby Huddinge, Mälarhöjden, Nacka, Stocksund, Sundbyberg, Traneberg og Västertorp Avesta Bäckb. Enköping Fagersta Guldsmedshytte Viking Ludvika Morgårdshammar Skultuna Surahammar Säter Uddeholm Deje Forshaga Färjestad Grums Grästorp Munkfors Trollhättan Mariestad Norrby Skövde Sågdalen TBIF Kenty Linden Dalen Arboga IFK/IKS Terra Mjölby Södra Norraham. Nyköping Tranås Vätterstad Örebro Alvesta Boro/Landsbro Glimåkra Halmstad Husqvarna Troja Oskarshamn Malmö Skillingaryd Tingsryd Tyringe Öster |
| Avesta BK                  | Avesta                     | Deje IK                    | Deje                       | Boden Clemensnäs IFK Kiruna Kiruna AIF Luleå Kågedalen Malmberget Medle Piteå Rönnskär Heffners/Ortviken Nyland Strömsund Järved Sandåkern Sollefteå Teg Tunadal Örnsköldsvik Östersund Alfta Bollnäs Falun Gävle Godtemplare Hofors Häradsbygd. Tunabro Ljusne Skutskär Söderhamn Strömsbro Vikarby Almtuna Gimo Österåker Norrtälje Roma Väsby Visby Huddinge, Mälarhöjden, Nacka, Stocksund, Sundbyberg, Traneberg og Västertorp Avesta Bäckb. Enköping Fagersta Guldsmedshytte Viking Ludvika Morgårdshammar Skultuna Surahammar Säter Uddeholm Deje Forshaga Färjestad Grums Grästorp Munkfors Trollhättan Mariestad Norrby Skövde Sågdalen TBIF Kenty Linden Dalen Arboga IFK/IKS Terra Mjölby Södra Norraham. Nyköping Tranås Vätterstad Örebro Alvesta Boro/Landsbro Glimåkra Halmstad Husqvarna Troja Oskarshamn Malmö Skillingaryd Tingsryd Tyringe Öster |
| Bäckbyns IF                | Smedjebacken               | Forshaga IF                | Forshaga                   | Boden Clemensnäs IFK Kiruna Kiruna AIF Luleå Kågedalen Malmberget Medle Piteå Rönnskär Heffners/Ortviken Nyland Strömsund Järved Sandåkern Sollefteå Teg Tunadal Örnsköldsvik Östersund Alfta Bollnäs Falun Gävle Godtemplare Hofors Häradsbygd. Tunabro Ljusne Skutskär Söderhamn Strömsbro Vikarby Almtuna Gimo Österåker Norrtälje Roma Väsby Visby Huddinge, Mälarhöjden, Nacka, Stocksund, Sundbyberg, Traneberg og Västertorp Avesta Bäckb. Enköping Fagersta Guldsmedshytte Viking Ludvika Morgårdshammar Skultuna Surahammar Säter Uddeholm Deje Forshaga Färjestad Grums Grästorp Munkfors Trollhättan Mariestad Norrby Skövde Sågdalen TBIF Kenty Linden Dalen Arboga IFK/IKS Terra Mjölby Södra Norraham. Nyköping Tranås Vätterstad Örebro Alvesta Boro/Landsbro Glimåkra Halmstad Husqvarna Troja Oskarshamn Malmö Skillingaryd Tingsryd Tyringe Öster |
| Enköpings SK               | Enköping                   | Färjestads BK              | Karlstad                   | Boden Clemensnäs IFK Kiruna Kiruna AIF Luleå Kågedalen Malmberget Medle Piteå Rönnskär Heffners/Ortviken Nyland Strömsund Järved Sandåkern Sollefteå Teg Tunadal Örnsköldsvik Östersund Alfta Bollnäs Falun Gävle Godtemplare Hofors Häradsbygd. Tunabro Ljusne Skutskär Söderhamn Strömsbro Vikarby Almtuna Gimo Österåker Norrtälje Roma Väsby Visby Huddinge, Mälarhöjden, Nacka, Stocksund, Sundbyberg, Traneberg og Västertorp Avesta Bäckb. Enköping Fagersta Guldsmedshytte Viking Ludvika Morgårdshammar Skultuna Surahammar Säter Uddeholm Deje Forshaga Färjestad Grums Grästorp Munkfors Trollhättan Mariestad Norrby Skövde Sågdalen TBIF Kenty Linden Dalen Arboga IFK/IKS Terra Mjölby Södra Norraham. Nyköping Tranås Vätterstad Örebro Alvesta Boro/Landsbro Glimåkra Halmstad Husqvarna Troja Oskarshamn Malmö Skillingaryd Tingsryd Tyringe Öster |
| Fagersta AIK               | Fagersta                   | Grums IK                   | Grums                      | Boden Clemensnäs IFK Kiruna Kiruna AIF Luleå Kågedalen Malmberget Medle Piteå Rönnskär Heffners/Ortviken Nyland Strömsund Järved Sandåkern Sollefteå Teg Tunadal Örnsköldsvik Östersund Alfta Bollnäs Falun Gävle Godtemplare Hofors Häradsbygd. Tunabro Ljusne Skutskär Söderhamn Strömsbro Vikarby Almtuna Gimo Österåker Norrtälje Roma Väsby Visby Huddinge, Mälarhöjden, Nacka, Stocksund, Sundbyberg, Traneberg og Västertorp Avesta Bäckb. Enköping Fagersta Guldsmedshytte Viking Ludvika Morgårdshammar Skultuna Surahammar Säter Uddeholm Deje Forshaga Färjestad Grums Grästorp Munkfors Trollhättan Mariestad Norrby Skövde Sågdalen TBIF Kenty Linden Dalen Arboga IFK/IKS Terra Mjölby Södra Norraham. Nyköping Tranås Vätterstad Örebro Alvesta Boro/Landsbro Glimåkra Halmstad Husqvarna Troja Oskarshamn Malmö Skillingaryd Tingsryd Tyringe Öster |
| Guldsmedshytte SK          | Storå                      | Grästorps IK               | Grästorp                   | Boden Clemensnäs IFK Kiruna Kiruna AIF Luleå Kågedalen Malmberget Medle Piteå Rönnskär Heffners/Ortviken Nyland Strömsund Järved Sandåkern Sollefteå Teg Tunadal Örnsköldsvik Östersund Alfta Bollnäs Falun Gävle Godtemplare Hofors Häradsbygd. Tunabro Ljusne Skutskär Söderhamn Strömsbro Vikarby Almtuna Gimo Österåker Norrtälje Roma Väsby Visby Huddinge, Mälarhöjden, Nacka, Stocksund, Sundbyberg, Traneberg og Västertorp Avesta Bäckb. Enköping Fagersta Guldsmedshytte Viking Ludvika Morgårdshammar Skultuna Surahammar Säter Uddeholm Deje Forshaga Färjestad Grums Grästorp Munkfors Trollhättan Mariestad Norrby Skövde Sågdalen TBIF Kenty Linden Dalen Arboga IFK/IKS Terra Mjölby Södra Norraham. Nyköping Tranås Vätterstad Örebro Alvesta Boro/Landsbro Glimåkra Halmstad Husqvarna Troja Oskarshamn Malmö Skillingaryd Tingsryd Tyringe Öster |
| IK Viking                  | Hagfors                    | IFK Munkfors               | Munkfors                   | Boden Clemensnäs IFK Kiruna Kiruna AIF Luleå Kågedalen Malmberget Medle Piteå Rönnskär Heffners/Ortviken Nyland Strömsund Järved Sandåkern Sollefteå Teg Tunadal Örnsköldsvik Östersund Alfta Bollnäs Falun Gävle Godtemplare Hofors Häradsbygd. Tunabro Ljusne Skutskär Söderhamn Strömsbro Vikarby Almtuna Gimo Österåker Norrtälje Roma Väsby Visby Huddinge, Mälarhöjden, Nacka, Stocksund, Sundbyberg, Traneberg og Västertorp Avesta Bäckb. Enköping Fagersta Guldsmedshytte Viking Ludvika Morgårdshammar Skultuna Surahammar Säter Uddeholm Deje Forshaga Färjestad Grums Grästorp Munkfors Trollhättan Mariestad Norrby Skövde Sågdalen TBIF Kenty Linden Dalen Arboga IFK/IKS Terra Mjölby Södra Norraham. Nyköping Tranås Vätterstad Örebro Alvesta Boro/Landsbro Glimåkra Halmstad Husqvarna Troja Oskarshamn Malmö Skillingaryd Tingsryd Tyringe Öster |
| Ludvika FFI                | Ludvika                    | IFK Trollhättan            | Trollhättan                | Boden Clemensnäs IFK Kiruna Kiruna AIF Luleå Kågedalen Malmberget Medle Piteå Rönnskär Heffners/Ortviken Nyland Strömsund Järved Sandåkern Sollefteå Teg Tunadal Örnsköldsvik Östersund Alfta Bollnäs Falun Gävle Godtemplare Hofors Häradsbygd. Tunabro Ljusne Skutskär Söderhamn Strömsbro Vikarby Almtuna Gimo Österåker Norrtälje Roma Väsby Visby Huddinge, Mälarhöjden, Nacka, Stocksund, Sundbyberg, Traneberg og Västertorp Avesta Bäckb. Enköping Fagersta Guldsmedshytte Viking Ludvika Morgårdshammar Skultuna Surahammar Säter Uddeholm Deje Forshaga Färjestad Grums Grästorp Munkfors Trollhättan Mariestad Norrby Skövde Sågdalen TBIF Kenty Linden Dalen Arboga IFK/IKS Terra Mjölby Södra Norraham. Nyköping Tranås Vätterstad Örebro Alvesta Boro/Landsbro Glimåkra Halmstad Husqvarna Troja Oskarshamn Malmö Skillingaryd Tingsryd Tyringe Öster |
| Morgårdshammars IF         | Smedjebacken               | Mariestads BoIS            | Mariestad                  | Boden Clemensnäs IFK Kiruna Kiruna AIF Luleå Kågedalen Malmberget Medle Piteå Rönnskär Heffners/Ortviken Nyland Strömsund Järved Sandåkern Sollefteå Teg Tunadal Örnsköldsvik Östersund Alfta Bollnäs Falun Gävle Godtemplare Hofors Häradsbygd. Tunabro Ljusne Skutskär Söderhamn Strömsbro Vikarby Almtuna Gimo Österåker Norrtälje Roma Väsby Visby Huddinge, Mälarhöjden, Nacka, Stocksund, Sundbyberg, Traneberg og Västertorp Avesta Bäckb. Enköping Fagersta Guldsmedshytte Viking Ludvika Morgårdshammar Skultuna Surahammar Säter Uddeholm Deje Forshaga Färjestad Grums Grästorp Munkfors Trollhättan Mariestad Norrby Skövde Sågdalen TBIF Kenty Linden Dalen Arboga IFK/IKS Terra Mjölby Södra Norraham. Nyköping Tranås Vätterstad Örebro Alvesta Boro/Landsbro Glimåkra Halmstad Husqvarna Troja Oskarshamn Malmö Skillingaryd Tingsryd Tyringe Öster |
| Skultuna IS                | Skultuna                   | Norrby IF                  | Borås                      | Boden Clemensnäs IFK Kiruna Kiruna AIF Luleå Kågedalen Malmberget Medle Piteå Rönnskär Heffners/Ortviken Nyland Strömsund Järved Sandåkern Sollefteå Teg Tunadal Örnsköldsvik Östersund Alfta Bollnäs Falun Gävle Godtemplare Hofors Häradsbygd. Tunabro Ljusne Skutskär Söderhamn Strömsbro Vikarby Almtuna Gimo Österåker Norrtälje Roma Väsby Visby Huddinge, Mälarhöjden, Nacka, Stocksund, Sundbyberg, Traneberg og Västertorp Avesta Bäckb. Enköping Fagersta Guldsmedshytte Viking Ludvika Morgårdshammar Skultuna Surahammar Säter Uddeholm Deje Forshaga Färjestad Grums Grästorp Munkfors Trollhättan Mariestad Norrby Skövde Sågdalen TBIF Kenty Linden Dalen Arboga IFK/IKS Terra Mjölby Södra Norraham. Nyköping Tranås Vätterstad Örebro Alvesta Boro/Landsbro Glimåkra Halmstad Husqvarna Troja Oskarshamn Malmö Skillingaryd Tingsryd Tyringe Öster |
| Surahammars IF             | Surahammar                 | Skövde IK                  | Skövde                     | Boden Clemensnäs IFK Kiruna Kiruna AIF Luleå Kågedalen Malmberget Medle Piteå Rönnskär Heffners/Ortviken Nyland Strömsund Järved Sandåkern Sollefteå Teg Tunadal Örnsköldsvik Östersund Alfta Bollnäs Falun Gävle Godtemplare Hofors Häradsbygd. Tunabro Ljusne Skutskär Söderhamn Strömsbro Vikarby Almtuna Gimo Österåker Norrtälje Roma Väsby Visby Huddinge, Mälarhöjden, Nacka, Stocksund, Sundbyberg, Traneberg og Västertorp Avesta Bäckb. Enköping Fagersta Guldsmedshytte Viking Ludvika Morgårdshammar Skultuna Surahammar Säter Uddeholm Deje Forshaga Färjestad Grums Grästorp Munkfors Trollhättan Mariestad Norrby Skövde Sågdalen TBIF Kenty Linden Dalen Arboga IFK/IKS Terra Mjölby Södra Norraham. Nyköping Tranås Vätterstad Örebro Alvesta Boro/Landsbro Glimåkra Halmstad Husqvarna Troja Oskarshamn Malmö Skillingaryd Tingsryd Tyringe Öster |
| Säters IF                  | Säter                      | Sågdalens SK               | Göteborg                   | Boden Clemensnäs IFK Kiruna Kiruna AIF Luleå Kågedalen Malmberget Medle Piteå Rönnskär Heffners/Ortviken Nyland Strömsund Järved Sandåkern Sollefteå Teg Tunadal Örnsköldsvik Östersund Alfta Bollnäs Falun Gävle Godtemplare Hofors Häradsbygd. Tunabro Ljusne Skutskär Söderhamn Strömsbro Vikarby Almtuna Gimo Österåker Norrtälje Roma Väsby Visby Huddinge, Mälarhöjden, Nacka, Stocksund, Sundbyberg, Traneberg og Västertorp Avesta Bäckb. Enköping Fagersta Guldsmedshytte Viking Ludvika Morgårdshammar Skultuna Surahammar Säter Uddeholm Deje Forshaga Färjestad Grums Grästorp Munkfors Trollhättan Mariestad Norrby Skövde Sågdalen TBIF Kenty Linden Dalen Arboga IFK/IKS Terra Mjölby Södra Norraham. Nyköping Tranås Vätterstad Örebro Alvesta Boro/Landsbro Glimåkra Halmstad Husqvarna Troja Oskarshamn Malmö Skillingaryd Tingsryd Tyringe Öster |
| Uddeholms IF               | Uddeholm                   | Torbjörn/Brämaregårdens IF | Göteborg                   | Boden Clemensnäs IFK Kiruna Kiruna AIF Luleå Kågedalen Malmberget Medle Piteå Rönnskär Heffners/Ortviken Nyland Strömsund Järved Sandåkern Sollefteå Teg Tunadal Örnsköldsvik Östersund Alfta Bollnäs Falun Gävle Godtemplare Hofors Häradsbygd. Tunabro Ljusne Skutskär Söderhamn Strömsbro Vikarby Almtuna Gimo Österåker Norrtälje Roma Väsby Visby Huddinge, Mälarhöjden, Nacka, Stocksund, Sundbyberg, Traneberg og Västertorp Avesta Bäckb. Enköping Fagersta Guldsmedshytte Viking Ludvika Morgårdshammar Skultuna Surahammar Säter Uddeholm Deje Forshaga Färjestad Grums Grästorp Munkfors Trollhättan Mariestad Norrby Skövde Sågdalen TBIF Kenty Linden Dalen Arboga IFK/IKS Terra Mjölby Södra Norraham. Nyköping Tranås Vätterstad Örebro Alvesta Boro/Landsbro Glimåkra Halmstad Husqvarna Troja Oskarshamn Malmö Skillingaryd Tingsryd Tyringe Öster |
| Syd                        |                            |                            |                            | Boden Clemensnäs IFK Kiruna Kiruna AIF Luleå Kågedalen Malmberget Medle Piteå Rönnskär Heffners/Ortviken Nyland Strömsund Järved Sandåkern Sollefteå Teg Tunadal Örnsköldsvik Östersund Alfta Bollnäs Falun Gävle Godtemplare Hofors Häradsbygd. Tunabro Ljusne Skutskär Söderhamn Strömsbro Vikarby Almtuna Gimo Österåker Norrtälje Roma Väsby Visby Huddinge, Mälarhöjden, Nacka, Stocksund, Sundbyberg, Traneberg og Västertorp Avesta Bäckb. Enköping Fagersta Guldsmedshytte Viking Ludvika Morgårdshammar Skultuna Surahammar Säter Uddeholm Deje Forshaga Färjestad Grums Grästorp Munkfors Trollhättan Mariestad Norrby Skövde Sågdalen TBIF Kenty Linden Dalen Arboga IFK/IKS Terra Mjölby Södra Norraham. Nyköping Tranås Vätterstad Örebro Alvesta Boro/Landsbro Glimåkra Halmstad Husqvarna Troja Oskarshamn Malmö Skillingaryd Tingsryd Tyringe Öster |
| Division II Syd A          | Division II Syd A          | Division II Syd B          | Division II Syd B          | Boden Clemensnäs IFK Kiruna Kiruna AIF Luleå Kågedalen Malmberget Medle Piteå Rönnskär Heffners/Ortviken Nyland Strömsund Järved Sandåkern Sollefteå Teg Tunadal Örnsköldsvik Östersund Alfta Bollnäs Falun Gävle Godtemplare Hofors Häradsbygd. Tunabro Ljusne Skutskär Söderhamn Strömsbro Vikarby Almtuna Gimo Österåker Norrtälje Roma Väsby Visby Huddinge, Mälarhöjden, Nacka, Stocksund, Sundbyberg, Traneberg og Västertorp Avesta Bäckb. Enköping Fagersta Guldsmedshytte Viking Ludvika Morgårdshammar Skultuna Surahammar Säter Uddeholm Deje Forshaga Färjestad Grums Grästorp Munkfors Trollhättan Mariestad Norrby Skövde Sågdalen TBIF Kenty Linden Dalen Arboga IFK/IKS Terra Mjölby Södra Norraham. Nyköping Tranås Vätterstad Örebro Alvesta Boro/Landsbro Glimåkra Halmstad Husqvarna Troja Oskarshamn Malmö Skillingaryd Tingsryd Tyringe Öster |
| BK Kenty                   | Linköping                  | Alvesta SK                 | Alvesta                    | Boden Clemensnäs IFK Kiruna Kiruna AIF Luleå Kågedalen Malmberget Medle Piteå Rönnskär Heffners/Ortviken Nyland Strömsund Järved Sandåkern Sollefteå Teg Tunadal Örnsköldsvik Östersund Alfta Bollnäs Falun Gävle Godtemplare Hofors Häradsbygd. Tunabro Ljusne Skutskär Söderhamn Strömsbro Vikarby Almtuna Gimo Österåker Norrtälje Roma Väsby Visby Huddinge, Mälarhöjden, Nacka, Stocksund, Sundbyberg, Traneberg og Västertorp Avesta Bäckb. Enköping Fagersta Guldsmedshytte Viking Ludvika Morgårdshammar Skultuna Surahammar Säter Uddeholm Deje Forshaga Färjestad Grums Grästorp Munkfors Trollhättan Mariestad Norrby Skövde Sågdalen TBIF Kenty Linden Dalen Arboga IFK/IKS Terra Mjölby Södra Norraham. Nyköping Tranås Vätterstad Örebro Alvesta Boro/Landsbro Glimåkra Halmstad Husqvarna Troja Oskarshamn Malmö Skillingaryd Tingsryd Tyringe Öster |
| GoIF Linden                | Eskilstuna                 | Boro/Landsbro IF           | Landsbro                   | Boden Clemensnäs IFK Kiruna Kiruna AIF Luleå Kågedalen Malmberget Medle Piteå Rönnskär Heffners/Ortviken Nyland Strömsund Järved Sandåkern Sollefteå Teg Tunadal Örnsköldsvik Östersund Alfta Bollnäs Falun Gävle Godtemplare Hofors Häradsbygd. Tunabro Ljusne Skutskär Söderhamn Strömsbro Vikarby Almtuna Gimo Österåker Norrtälje Roma Väsby Visby Huddinge, Mälarhöjden, Nacka, Stocksund, Sundbyberg, Traneberg og Västertorp Avesta Bäckb. Enköping Fagersta Guldsmedshytte Viking Ludvika Morgårdshammar Skultuna Surahammar Säter Uddeholm Deje Forshaga Färjestad Grums Grästorp Munkfors Trollhättan Mariestad Norrby Skövde Sågdalen TBIF Kenty Linden Dalen Arboga IFK/IKS Terra Mjölby Södra Norraham. Nyköping Tranås Vätterstad Örebro Alvesta Boro/Landsbro Glimåkra Halmstad Husqvarna Troja Oskarshamn Malmö Skillingaryd Tingsryd Tyringe Öster |
| HC Dalen                   | Norrahammar                | Glimåkra IF                | Glimåkra                   | Boden Clemensnäs IFK Kiruna Kiruna AIF Luleå Kågedalen Malmberget Medle Piteå Rönnskär Heffners/Ortviken Nyland Strömsund Järved Sandåkern Sollefteå Teg Tunadal Örnsköldsvik Östersund Alfta Bollnäs Falun Gävle Godtemplare Hofors Häradsbygd. Tunabro Ljusne Skutskär Söderhamn Strömsbro Vikarby Almtuna Gimo Österåker Norrtälje Roma Väsby Visby Huddinge, Mälarhöjden, Nacka, Stocksund, Sundbyberg, Traneberg og Västertorp Avesta Bäckb. Enköping Fagersta Guldsmedshytte Viking Ludvika Morgårdshammar Skultuna Surahammar Säter Uddeholm Deje Forshaga Färjestad Grums Grästorp Munkfors Trollhättan Mariestad Norrby Skövde Sågdalen TBIF Kenty Linden Dalen Arboga IFK/IKS Terra Mjölby Södra Norraham. Nyköping Tranås Vätterstad Örebro Alvesta Boro/Landsbro Glimåkra Halmstad Husqvarna Troja Oskarshamn Malmö Skillingaryd Tingsryd Tyringe Öster |
| IFK Arboga                 | Arboga                     | Halmstads HK               | Halmstad                   | Boden Clemensnäs IFK Kiruna Kiruna AIF Luleå Kågedalen Malmberget Medle Piteå Rönnskär Heffners/Ortviken Nyland Strömsund Järved Sandåkern Sollefteå Teg Tunadal Örnsköldsvik Östersund Alfta Bollnäs Falun Gävle Godtemplare Hofors Häradsbygd. Tunabro Ljusne Skutskär Söderhamn Strömsbro Vikarby Almtuna Gimo Österåker Norrtälje Roma Väsby Visby Huddinge, Mälarhöjden, Nacka, Stocksund, Sundbyberg, Traneberg og Västertorp Avesta Bäckb. Enköping Fagersta Guldsmedshytte Viking Ludvika Morgårdshammar Skultuna Surahammar Säter Uddeholm Deje Forshaga Färjestad Grums Grästorp Munkfors Trollhättan Mariestad Norrby Skövde Sågdalen TBIF Kenty Linden Dalen Arboga IFK/IKS Terra Mjölby Södra Norraham. Nyköping Tranås Vätterstad Örebro Alvesta Boro/Landsbro Glimåkra Halmstad Husqvarna Troja Oskarshamn Malmö Skillingaryd Tingsryd Tyringe Öster |
| IK IFK/IKS                 | Norrköping                 | Husqvarna IF               | Jönköping                  | Boden Clemensnäs IFK Kiruna Kiruna AIF Luleå Kågedalen Malmberget Medle Piteå Rönnskär Heffners/Ortviken Nyland Strömsund Järved Sandåkern Sollefteå Teg Tunadal Örnsköldsvik Östersund Alfta Bollnäs Falun Gävle Godtemplare Hofors Häradsbygd. Tunabro Ljusne Skutskär Söderhamn Strömsbro Vikarby Almtuna Gimo Österåker Norrtälje Roma Väsby Visby Huddinge, Mälarhöjden, Nacka, Stocksund, Sundbyberg, Traneberg og Västertorp Avesta Bäckb. Enköping Fagersta Guldsmedshytte Viking Ludvika Morgårdshammar Skultuna Surahammar Säter Uddeholm Deje Forshaga Färjestad Grums Grästorp Munkfors Trollhättan Mariestad Norrby Skövde Sågdalen TBIF Kenty Linden Dalen Arboga IFK/IKS Terra Mjölby Södra Norraham. Nyköping Tranås Vätterstad Örebro Alvesta Boro/Landsbro Glimåkra Halmstad Husqvarna Troja Oskarshamn Malmö Skillingaryd Tingsryd Tyringe Öster |
| IK Terra                   | Linköping                  | IF Troja                   | Ljungby                    | Boden Clemensnäs IFK Kiruna Kiruna AIF Luleå Kågedalen Malmberget Medle Piteå Rönnskär Heffners/Ortviken Nyland Strömsund Järved Sandåkern Sollefteå Teg Tunadal Örnsköldsvik Östersund Alfta Bollnäs Falun Gävle Godtemplare Hofors Häradsbygd. Tunabro Ljusne Skutskär Söderhamn Strömsbro Vikarby Almtuna Gimo Österåker Norrtälje Roma Väsby Visby Huddinge, Mälarhöjden, Nacka, Stocksund, Sundbyberg, Traneberg og Västertorp Avesta Bäckb. Enköping Fagersta Guldsmedshytte Viking Ludvika Morgårdshammar Skultuna Surahammar Säter Uddeholm Deje Forshaga Färjestad Grums Grästorp Munkfors Trollhättan Mariestad Norrby Skövde Sågdalen TBIF Kenty Linden Dalen Arboga IFK/IKS Terra Mjölby Södra Norraham. Nyköping Tranås Vätterstad Örebro Alvesta Boro/Landsbro Glimåkra Halmstad Husqvarna Troja Oskarshamn Malmö Skillingaryd Tingsryd Tyringe Öster |
| Mjölby Södra IF            | Mjölby                     | IFK Oskarshamn             | Oskarshamn                 | Boden Clemensnäs IFK Kiruna Kiruna AIF Luleå Kågedalen Malmberget Medle Piteå Rönnskär Heffners/Ortviken Nyland Strömsund Järved Sandåkern Sollefteå Teg Tunadal Örnsköldsvik Östersund Alfta Bollnäs Falun Gävle Godtemplare Hofors Häradsbygd. Tunabro Ljusne Skutskär Söderhamn Strömsbro Vikarby Almtuna Gimo Österåker Norrtälje Roma Väsby Visby Huddinge, Mälarhöjden, Nacka, Stocksund, Sundbyberg, Traneberg og Västertorp Avesta Bäckb. Enköping Fagersta Guldsmedshytte Viking Ludvika Morgårdshammar Skultuna Surahammar Säter Uddeholm Deje Forshaga Färjestad Grums Grästorp Munkfors Trollhättan Mariestad Norrby Skövde Sågdalen TBIF Kenty Linden Dalen Arboga IFK/IKS Terra Mjölby Södra Norraham. Nyköping Tranås Vätterstad Örebro Alvesta Boro/Landsbro Glimåkra Halmstad Husqvarna Troja Oskarshamn Malmö Skillingaryd Tingsryd Tyringe Öster |
| Norrahammars GIS           | Norrahammar                | Malmö FF                   | Malmö                      | Boden Clemensnäs IFK Kiruna Kiruna AIF Luleå Kågedalen Malmberget Medle Piteå Rönnskär Heffners/Ortviken Nyland Strömsund Järved Sandåkern Sollefteå Teg Tunadal Örnsköldsvik Östersund Alfta Bollnäs Falun Gävle Godtemplare Hofors Häradsbygd. Tunabro Ljusne Skutskär Söderhamn Strömsbro Vikarby Almtuna Gimo Österåker Norrtälje Roma Väsby Visby Huddinge, Mälarhöjden, Nacka, Stocksund, Sundbyberg, Traneberg og Västertorp Avesta Bäckb. Enköping Fagersta Guldsmedshytte Viking Ludvika Morgårdshammar Skultuna Surahammar Säter Uddeholm Deje Forshaga Färjestad Grums Grästorp Munkfors Trollhättan Mariestad Norrby Skövde Sågdalen TBIF Kenty Linden Dalen Arboga IFK/IKS Terra Mjölby Södra Norraham. Nyköping Tranås Vätterstad Örebro Alvesta Boro/Landsbro Glimåkra Halmstad Husqvarna Troja Oskarshamn Malmö Skillingaryd Tingsryd Tyringe Öster |
| Nyköpings BIS              | Nyköping                   | Skillingaryds IS           | Skillingaryd               | Boden Clemensnäs IFK Kiruna Kiruna AIF Luleå Kågedalen Malmberget Medle Piteå Rönnskär Heffners/Ortviken Nyland Strömsund Järved Sandåkern Sollefteå Teg Tunadal Örnsköldsvik Östersund Alfta Bollnäs Falun Gävle Godtemplare Hofors Häradsbygd. Tunabro Ljusne Skutskär Söderhamn Strömsbro Vikarby Almtuna Gimo Österåker Norrtälje Roma Väsby Visby Huddinge, Mälarhöjden, Nacka, Stocksund, Sundbyberg, Traneberg og Västertorp Avesta Bäckb. Enköping Fagersta Guldsmedshytte Viking Ludvika Morgårdshammar Skultuna Surahammar Säter Uddeholm Deje Forshaga Färjestad Grums Grästorp Munkfors Trollhättan Mariestad Norrby Skövde Sågdalen TBIF Kenty Linden Dalen Arboga IFK/IKS Terra Mjölby Södra Norraham. Nyköping Tranås Vätterstad Örebro Alvesta Boro/Landsbro Glimåkra Halmstad Husqvarna Troja Oskarshamn Malmö Skillingaryd Tingsryd Tyringe Öster |
| Tranås AIF                 | Tranås                     | Tingsryds AIF              | Tingsryd                   | Boden Clemensnäs IFK Kiruna Kiruna AIF Luleå Kågedalen Malmberget Medle Piteå Rönnskär Heffners/Ortviken Nyland Strömsund Järved Sandåkern Sollefteå Teg Tunadal Örnsköldsvik Östersund Alfta Bollnäs Falun Gävle Godtemplare Hofors Häradsbygd. Tunabro Ljusne Skutskär Söderhamn Strömsbro Vikarby Almtuna Gimo Österåker Norrtälje Roma Väsby Visby Huddinge, Mälarhöjden, Nacka, Stocksund, Sundbyberg, Traneberg og Västertorp Avesta Bäckb. Enköping Fagersta Guldsmedshytte Viking Ludvika Morgårdshammar Skultuna Surahammar Säter Uddeholm Deje Forshaga Färjestad Grums Grästorp Munkfors Trollhättan Mariestad Norrby Skövde Sågdalen TBIF Kenty Linden Dalen Arboga IFK/IKS Terra Mjölby Södra Norraham. Nyköping Tranås Vätterstad Örebro Alvesta Boro/Landsbro Glimåkra Halmstad Husqvarna Troja Oskarshamn Malmö Skillingaryd Tingsryd Tyringe Öster |
| Vätterstads IK             | Jönköping                  | Tyringe SoSS               | Tyringe                    | Boden Clemensnäs IFK Kiruna Kiruna AIF Luleå Kågedalen Malmberget Medle Piteå Rönnskär Heffners/Ortviken Nyland Strömsund Järved Sandåkern Sollefteå Teg Tunadal Örnsköldsvik Östersund Alfta Bollnäs Falun Gävle Godtemplare Hofors Häradsbygd. Tunabro Ljusne Skutskär Söderhamn Strömsbro Vikarby Almtuna Gimo Österåker Norrtälje Roma Väsby Visby Huddinge, Mälarhöjden, Nacka, Stocksund, Sundbyberg, Traneberg og Västertorp Avesta Bäckb. Enköping Fagersta Guldsmedshytte Viking Ludvika Morgårdshammar Skultuna Surahammar Säter Uddeholm Deje Forshaga Färjestad Grums Grästorp Munkfors Trollhättan Mariestad Norrby Skövde Sågdalen TBIF Kenty Linden Dalen Arboga IFK/IKS Terra Mjölby Södra Norraham. Nyköping Tranås Vätterstad Örebro Alvesta Boro/Landsbro Glimåkra Halmstad Husqvarna Troja Oskarshamn Malmö Skillingaryd Tingsryd Tyringe Öster |
| Örebro SK                  | Örebro                     | Östers IF                  | Växjö                      | Boden Clemensnäs IFK Kiruna Kiruna AIF Luleå Kågedalen Malmberget Medle Piteå Rönnskär Heffners/Ortviken Nyland Strömsund Järved Sandåkern Sollefteå Teg Tunadal Örnsköldsvik Östersund Alfta Bollnäs Falun Gävle Godtemplare Hofors Häradsbygd. Tunabro Ljusne Skutskär Söderhamn Strömsbro Vikarby Almtuna Gimo Österåker Norrtälje Roma Väsby Visby Huddinge, Mälarhöjden, Nacka, Stocksund, Sundbyberg, Traneberg og Västertorp Avesta Bäckb. Enköping Fagersta Guldsmedshytte Viking Ludvika Morgårdshammar Skultuna Surahammar Säter Uddeholm Deje Forshaga Färjestad Grums Grästorp Munkfors Trollhättan Mariestad Norrby Skövde Sågdalen TBIF Kenty Linden Dalen Arboga IFK/IKS Terra Mjölby Södra Norraham. Nyköping Tranås Vätterstad Örebro Alvesta Boro/Landsbro Glimåkra Halmstad Husqvarna Troja Oskarshamn Malmö Skillingaryd Tingsryd Tyringe Öster |

## Nord

### Division II Nord A
| \| Nr \| Hold \| K \| V \| U \| T \| Mf \| \| Mi \| +/- \| P \| \| -- \| ------------------- \| -- \| -- \| - \| -- \| -- \| - \| --- \| --- \| ------------------------------------- \| \| 1 \| Clemensnäs IF \| 18 \| 12 \| 5 \| 1 \| 93 \| – \| 55 \| +38 \| 29Oprykningsspil \| \| 2 \| Rönnskärs IF \| 18 \| 13 \| 1 \| 4 \| 89 \| – \| 40 \| +49 \| 27 \| \| 3 \| Bodens BK \| 18 \| 11 \| 2 \| 5 \| 99 \| – \| 66 \| +33 \| 24 \| \| 4 \| IFK Luleå \| 18 \| 9 \| 2 \| 7 \| 78 \| – \| 76 \| +2 \| 20 \| \| 5 \| IFK Kiruna \| 18 \| 8 \| 1 \| 9 \| 86 \| – \| 63 \| +23 \| 17 \| \| 6 \| Kiruna AIF \| 18 \| 6 \| 3 \| 9 \| 57 \| – \| 79 \| −22 \| 15 \| \| 7 \| Malmbergets AIF (O) \| 18 \| 6 \| 1 \| 11 \| 52 \| – \| 80 \| −28 \| 13 \| \| 8 \| Medle SK (O) \| 18 \| 6 \| 1 \| 11 \| 63 \| – \| 93 \| −30 \| 13 \| \| 9 \| Kågedalens AIF \| 18 \| 4 \| 3 \| 11 \| 69 \| – \| 84 \| −15 \| 11Nedrykning til Division III 1969-70 \| \| 10 \| Piteå IF \| 18 \| 4 \| 3 \| 11 \| 59 \| – \| 109 \| −50 \| 11Nedrykning til Division III 1969-70 \| K: Kampe spillet, V: Vundne kampe, U: Uafgjorte kampe, T: Tabte kampe, Mf: Mål for, Mi: Mål imod, +/-: Måldifference, P: Point |                     |    |    |   |    |    |   |     |     |                                       |
| Nr | Hold                | K  | V  | U | T  | Mf |   | Mi  | +/- | P                                     |
| 1 | Clemensnäs IF       | 18 | 12 | 5 | 1  | 93 | – | 55  | +38 | 29Oprykningsspil                      |
| 2 | Rönnskärs IF        | 18 | 13 | 1 | 4  | 89 | – | 40  | +49 | 27                                    |
| 3 | Bodens BK           | 18 | 11 | 2 | 5  | 99 | – | 66  | +33 | 24                                    |
| 4 | IFK Luleå           | 18 | 9  | 2 | 7  | 78 | – | 76  | +2  | 20                                    |
| 5 | IFK Kiruna          | 18 | 8  | 1 | 9  | 86 | – | 63  | +23 | 17                                    |
| 6 | Kiruna AIF          | 18 | 6  | 3 | 9  | 57 | – | 79  | −22 | 15                                    |
| 7 | Malmbergets AIF (O) | 18 | 6  | 1 | 11 | 52 | – | 80  | −28 | 13                                    |
| 8 | Medle SK (O)        | 18 | 6  | 1 | 11 | 63 | – | 93  | −30 | 13                                    |
| 9 | Kågedalens AIF      | 18 | 4  | 3 | 11 | 69 | – | 84  | −15 | 11Nedrykning til Division III 1969-70 |
| 10 | Piteå IF            | 18 | 4  | 3 | 11 | 59 | – | 109 | −50 | 11Nedrykning til Division III 1969-70 |

### Division II Nord B
| \| Nr \| Hold \| K \| V \| U \| T \| Mf \| \| Mi \| +/- \| P \| \| -- \| --------------------- \| -- \| -- \| - \| -- \| --- \| - \| --- \| --- \| ------------------------------------ \| \| 1 \| Sandåkerns SK \| 18 \| 15 \| 2 \| 1 \| 109 \| – \| 47 \| +62 \| 32Oprykningsspil \| \| 2 \| Tegs SK (O) \| 18 \| 14 \| 0 \| 4 \| 120 \| – \| 42 \| +78 \| 28 \| \| 3 \| Heffners/Ortvikens IF \| 18 \| 13 \| 1 \| 4 \| 105 \| – \| 40 \| +65 \| 27 \| \| 4 \| Järveds IF \| 18 \| 10 \| 1 \| 7 \| 62 \| – \| 65 \| −3 \| 21 \| \| 5 \| Östersunds IK \| 18 \| 8 \| 0 \| 10 \| 72 \| – \| 69 \| +3 \| 16 \| \| 6 \| Örnsköldsviks SK \| 18 \| 7 \| 1 \| 10 \| 60 \| – \| 89 \| −29 \| 15 \| \| 7 \| Tunadals IF \| 18 \| 7 \| 1 \| 10 \| 61 \| – \| 95 \| −34 \| 15 \| \| 8 \| IFK Nyland \| 18 \| 6 \| 1 \| 11 \| 69 \| – \| 79 \| −10 \| 13 \| \| 9 \| Sollefteå IK \| 18 \| 3 \| 2 \| 13 \| 39 \| – \| 90 \| −51 \| 8Nedrykning til Division III 1969-70 \| \| 10 \| IFK Strömsund (O) \| 18 \| 2 \| 1 \| 15 \| 60 \| – \| 141 \| −81 \| 5Nedrykning til Division III 1969-70 \| K: Kampe spillet, V: Vundne kampe, U: Uafgjorte kampe, T: Tabte kampe, Mf: Mål for, Mi: Mål imod, +/-: Måldifference, P: Point |                       |    |    |   |    |     |   |     |     |                                      |
| Nr | Hold                  | K  | V  | U | T  | Mf  |   | Mi  | +/- | P                                    |
| 1 | Sandåkerns SK         | 18 | 15 | 2 | 1  | 109 | – | 47  | +62 | 32Oprykningsspil                     |
| 2 | Tegs SK (O)           | 18 | 14 | 0 | 4  | 120 | – | 42  | +78 | 28                                   |
| 3 | Heffners/Ortvikens IF | 18 | 13 | 1 | 4  | 105 | – | 40  | +65 | 27                                   |
| 4 | Järveds IF            | 18 | 10 | 1 | 7  | 62  | – | 65  | −3  | 21                                   |
| 5 | Östersunds IK         | 18 | 8  | 0 | 10 | 72  | – | 69  | +3  | 16                                   |
| 6 | Örnsköldsviks SK      | 18 | 7  | 1 | 10 | 60  | – | 89  | −29 | 15                                   |
| 7 | Tunadals IF           | 18 | 7  | 1 | 10 | 61  | – | 95  | −34 | 15                                   |
| 8 | IFK Nyland            | 18 | 6  | 1 | 11 | 69  | – | 79  | −10 | 13                                   |
| 9 | Sollefteå IK          | 18 | 3  | 2 | 13 | 39  | – | 90  | −51 | 8Nedrykning til Division III 1969-70 |
| 10 | IFK Strömsund (O)     | 18 | 2  | 1 | 15 | 60  | – | 141 | −81 | 5Nedrykning til Division III 1969-70 |

## Øst

### Division II Øst A
| \| Nr \| Hold \| K \| V \| U \| T \| Mf \| \| Mi \| +/- \| P \| \| -- \| --------------------- \| -- \| -- \| - \| -- \| --- \| - \| --- \| --- \| ------------------------------------- \| \| 1 \| Falu IF \| 22 \| 16 \| 1 \| 5 \| 100 \| – \| 51 \| +49 \| 33Oprykningsspil \| \| 2 \| Bollnäs IS \| 22 \| 15 \| 2 \| 5 \| 98 \| – \| 65 \| +33 \| 32 \| \| 3 \| Strömsbro IF (N) \| 22 \| 12 \| 4 \| 6 \| 96 \| – \| 68 \| +28 \| 28 \| \| 4 \| IF Tunabro \| 22 \| 11 \| 3 \| 8 \| 91 \| – \| 65 \| +26 \| 25 \| \| 5 \| Skutskärs SK (O) \| 22 \| 11 \| 2 \| 9 \| 99 \| – \| 90 \| +9 \| 24 \| \| 6 \| Ljusne AIK \| 22 \| 12 \| 0 \| 10 \| 82 \| – \| 83 \| −1 \| 24 \| \| 7 \| Vikarby IF (O) \| 22 \| 12 \| 0 \| 10 \| 76 \| – \| 87 \| −11 \| 24 \| \| 8 \| Söderhamns IK \| 22 \| 12 \| 0 \| 10 \| 76 \| – \| 87 \| −11 \| 24 \| \| 9 \| Hofors IK \| 22 \| 8 \| 4 \| 10 \| 92 \| – \| 81 \| +11 \| 20 \| \| 10 \| Alfta GIF \| 22 \| 6 \| 1 \| 15 \| 74 \| – \| 123 \| −49 \| 13 \| \| 11 \| Gävle Godtemplares IK \| 22 \| 4 \| 2 \| 16 \| 77 \| – \| 111 \| −34 \| 10Nedrykning til Division III 1969-70 \| \| 12 \| Häradsbygdens SS \| 22 \| 3 \| 1 \| 18 \| 61 \| – \| 116 \| −55 \| 7Nedrykning til Division III 1969-70 \| K: Kampe spillet, V: Vundne kampe, U: Uafgjorte kampe, T: Tabte kampe, Mf: Mål for, Mi: Mål imod, +/-: Måldifference, P: Point |                       |    |    |   |    |     |   |     |     |                                       |
| Nr | Hold                  | K  | V  | U | T  | Mf  |   | Mi  | +/- | P                                     |
| 1 | Falu IF               | 22 | 16 | 1 | 5  | 100 | – | 51  | +49 | 33Oprykningsspil                      |
| 2 | Bollnäs IS            | 22 | 15 | 2 | 5  | 98  | – | 65  | +33 | 32                                    |
| 3 | Strömsbro IF (N)      | 22 | 12 | 4 | 6  | 96  | – | 68  | +28 | 28                                    |
| 4 | IF Tunabro            | 22 | 11 | 3 | 8  | 91  | – | 65  | +26 | 25                                    |
| 5 | Skutskärs SK (O)      | 22 | 11 | 2 | 9  | 99  | – | 90  | +9  | 24                                    |
| 6 | Ljusne AIK            | 22 | 12 | 0 | 10 | 82  | – | 83  | −1  | 24                                    |
| 7 | Vikarby IF (O)        | 22 | 12 | 0 | 10 | 76  | – | 87  | −11 | 24                                    |
| 8 | Söderhamns IK         | 22 | 12 | 0 | 10 | 76  | – | 87  | −11 | 24                                    |
| 9 | Hofors IK             | 22 | 8  | 4 | 10 | 92  | – | 81  | +11 | 20                                    |
| 10 | Alfta GIF             | 22 | 6  | 1 | 15 | 74  | – | 123 | −49 | 13                                    |
| 11 | Gävle Godtemplares IK | 22 | 4  | 2 | 16 | 77  | – | 111 | −34 | 10Nedrykning til Division III 1969-70 |
| 12 | Häradsbygdens SS      | 22 | 3  | 1 | 18 | 61  | – | 116 | −55 | 7Nedrykning til Division III 1969-70  |

### Division II Øst B
| \| Nr \| Hold \| K \| V \| U \| T \| Mf \| \| Mi \| +/- \| P \| \| -- \| ------------------- \| -- \| -- \| - \| -- \| --- \| - \| --- \| ---- \| ------------------------------------- \| \| 1 \| Norrtälje IK \| 26 \| 22 \| 0 \| 4 \| 148 \| – \| 61 \| +87 \| 44Oprykningsspil \| \| 2 \| Tranebergs IF \| 26 \| 19 \| 1 \| 6 \| 141 \| – \| 61 \| +80 \| 39 \| \| 3 \| Almtuna IS \| 26 \| 19 \| 0 \| 7 \| 122 \| – \| 56 \| +66 \| 38 \| \| 4 \| Nacka SK \| 26 \| 17 \| 3 \| 6 \| 151 \| – \| 75 \| +76 \| 37 \| \| 5 \| Huddinge IK \| 26 \| 18 \| 0 \| 8 \| 115 \| – \| 78 \| +37 \| 36 \| \| 6 \| Väsby IK \| 26 \| 14 \| 2 \| 10 \| 106 \| – \| 87 \| +19 \| 30 \| \| 7 \| Roma IF \| 26 \| 12 \| 3 \| 11 \| 79 \| – \| 89 \| −10 \| 27 \| \| 8 \| Stocksunds IF (O) \| 26 \| 11 \| 1 \| 14 \| 100 \| – \| 110 \| −10 \| 23 \| \| 9 \| IFK Österåker \| 26 \| 10 \| 3 \| 13 \| 97 \| – \| 120 \| −23 \| 23 \| \| 10 \| Sundbybergs IK \| 26 \| 9 \| 2 \| 15 \| 83 \| – \| 106 \| −23 \| 20 \| \| 11 \| Mälarhöjdens IK \| 26 \| 8 \| 3 \| 15 \| 90 \| – \| 134 \| −44 \| 19Nedrykning til Division III 1969-70 \| \| 12 \| Gimo IF (O) \| 26 \| 6 \| 3 \| 17 \| 89 \| – \| 125 \| −36 \| 15Nedrykning til Division III 1969-70 \| \| 13 \| Västertorps BIK (O) \| 26 \| 3 \| 4 \| 19 \| 58 \| – \| 131 \| −73 \| 10Nedrykning til Division III 1969-70 \| \| 14 \| Visby BoIK (O) \| 26 \| 1 \| 1 \| 24 \| 55 \| – \| 201 \| −146 \| 3Nedrykning til Division III 1969-70 \| K: Kampe spillet, V: Vundne kampe, U: Uafgjorte kampe, T: Tabte kampe, Mf: Mål for, Mi: Mål imod, +/-: Måldifference, P: Point |                     |    |    |   |    |     |   |     |      |                                       |
| Nr | Hold                | K  | V  | U | T  | Mf  |   | Mi  | +/-  | P                                     |
| 1 | Norrtälje IK        | 26 | 22 | 0 | 4  | 148 | – | 61  | +87  | 44Oprykningsspil                      |
| 2 | Tranebergs IF       | 26 | 19 | 1 | 6  | 141 | – | 61  | +80  | 39                                    |
| 3 | Almtuna IS          | 26 | 19 | 0 | 7  | 122 | – | 56  | +66  | 38                                    |
| 4 | Nacka SK            | 26 | 17 | 3 | 6  | 151 | – | 75  | +76  | 37                                    |
| 5 | Huddinge IK         | 26 | 18 | 0 | 8  | 115 | – | 78  | +37  | 36                                    |
| 6 | Väsby IK            | 26 | 14 | 2 | 10 | 106 | – | 87  | +19  | 30                                    |
| 7 | Roma IF             | 26 | 12 | 3 | 11 | 79  | – | 89  | −10  | 27                                    |
| 8 | Stocksunds IF (O)   | 26 | 11 | 1 | 14 | 100 | – | 110 | −10  | 23                                    |
| 9 | IFK Österåker       | 26 | 10 | 3 | 13 | 97  | – | 120 | −23  | 23                                    |
| 10 | Sundbybergs IK      | 26 | 9  | 2 | 15 | 83  | – | 106 | −23  | 20                                    |
| 11 | Mälarhöjdens IK     | 26 | 8  | 3 | 15 | 90  | – | 134 | −44  | 19Nedrykning til Division III 1969-70 |
| 12 | Gimo IF (O)         | 26 | 6  | 3 | 17 | 89  | – | 125 | −36  | 15Nedrykning til Division III 1969-70 |
| 13 | Västertorps BIK (O) | 26 | 3  | 4 | 19 | 58  | – | 131 | −73  | 10Nedrykning til Division III 1969-70 |
| 14 | Visby BoIK (O)      | 26 | 1  | 1 | 24 | 55  | – | 201 | −146 | 3Nedrykning til Division III 1969-70  |

## Vest

### Division II Vest A
| \| Nr \| Hold \| K \| V \| U \| T \| Mf \| \| Mi \| +/- \| P \| \| -- \| ------------------ \| -- \| -- \| - \| -- \| --- \| - \| --- \| ---- \| ------------------------------------- \| \| 1 \| Surahammars IF \| 22 \| 17 \| 1 \| 4 \| 136 \| – \| 55 \| +81 \| 35Oprykningsspil \| \| 2 \| Fagersta AIK \| 22 \| 16 \| 3 \| 3 \| 104 \| – \| 48 \| +56 \| 35 \| \| 3 \| Avesta BK \| 22 \| 15 \| 3 \| 4 \| 98 \| – \| 55 \| +43 \| 33 \| \| 4 \| Skultuna IS \| 22 \| 13 \| 5 \| 4 \| 111 \| – \| 51 \| +60 \| 31 \| \| 5 \| Enköpings SK \| 22 \| 13 \| 3 \| 6 \| 99 \| – \| 65 \| +34 \| 29 \| \| 6 \| IK Viking \| 22 \| 13 \| 1 \| 8 \| 120 \| – \| 69 \| +51 \| 27 \| \| 7 \| Morgårdshammars IF \| 22 \| 9 \| 5 \| 8 \| 101 \| – \| 100 \| +1 \| 23 \| \| 8 \| Säters IF \| 22 \| 5 \| 5 \| 12 \| 91 \| – \| 106 \| −15 \| 15 \| \| 9 \| Guldsmedshytte SK \| 22 \| 6 \| 3 \| 13 \| 67 \| – \| 97 \| −30 \| 15 \| \| 10 \| Ludvika FFI \| 22 \| 5 \| 2 \| 15 \| 77 \| – \| 104 \| −27 \| 12Nedrykning til Division III 1969-70 \| \| 11 \| Bäckbyns IF (O) \| 22 \| 2 \| 1 \| 19 \| 58 \| – \| 222 \| −164 \| 5Nedrykning til Division III 1969-70 \| \| 12 \| Uddeholms IF \| 22 \| 1 \| 2 \| 19 \| 62 \| – \| 152 \| −90 \| 4Nedrykning til Division III 1969-70 \| K: Kampe spillet, V: Vundne kampe, U: Uafgjorte kampe, T: Tabte kampe, Mf: Mål for, Mi: Mål imod, +/-: Måldifference, P: Point |                    |    |    |   |    |     |   |     |      |                                       |
| Nr | Hold               | K  | V  | U | T  | Mf  |   | Mi  | +/-  | P                                     |
| 1 | Surahammars IF     | 22 | 17 | 1 | 4  | 136 | – | 55  | +81  | 35Oprykningsspil                      |
| 2 | Fagersta AIK       | 22 | 16 | 3 | 3  | 104 | – | 48  | +56  | 35                                    |
| 3 | Avesta BK          | 22 | 15 | 3 | 4  | 98  | – | 55  | +43  | 33                                    |
| 4 | Skultuna IS        | 22 | 13 | 5 | 4  | 111 | – | 51  | +60  | 31                                    |
| 5 | Enköpings SK       | 22 | 13 | 3 | 6  | 99  | – | 65  | +34  | 29                                    |
| 6 | IK Viking          | 22 | 13 | 1 | 8  | 120 | – | 69  | +51  | 27                                    |
| 7 | Morgårdshammars IF | 22 | 9  | 5 | 8  | 101 | – | 100 | +1   | 23                                    |
| 8 | Säters IF          | 22 | 5  | 5 | 12 | 91  | – | 106 | −15  | 15                                    |
| 9 | Guldsmedshytte SK  | 22 | 6  | 3 | 13 | 67  | – | 97  | −30  | 15                                    |
| 10 | Ludvika FFI        | 22 | 5  | 2 | 15 | 77  | – | 104 | −27  | 12Nedrykning til Division III 1969-70 |
| 11 | Bäckbyns IF (O)    | 22 | 2  | 1 | 19 | 58  | – | 222 | −164 | 5Nedrykning til Division III 1969-70  |
| 12 | Uddeholms IF       | 22 | 1  | 2 | 19 | 62  | – | 152 | −90  | 4Nedrykning til Division III 1969-70  |

### Division II Vest B
| \| Nr \| Hold \| K \| V \| U \| T \| Mf \| \| Mi \| +/- \| P \| \| -- \| ----------------- \| -- \| -- \| - \| -- \| --- \| - \| --- \| ---- \| ------------------------------------ \| \| 1 \| Färjestads BK (N) \| 22 \| 20 \| 2 \| 0 \| 172 \| – \| 36 \| +136 \| 42Oprykningsspil \| \| 2 \| Grums IK \| 22 \| 15 \| 1 \| 6 \| 126 \| – \| 54 \| +72 \| 31 \| \| 3 \| Norrby IK \| 22 \| 15 \| 1 \| 6 \| 92 \| – \| 61 \| +31 \| 31 \| \| 4 \| Deje IK \| 22 \| 14 \| 0 \| 8 \| 112 \| – \| 102 \| +10 \| 28 \| \| 5 \| Skövde IK \| 22 \| 12 \| 0 \| 10 \| 101 \| – \| 94 \| +7 \| 24 \| \| 6 \| Sågdalens SK \| 22 \| 12 \| 0 \| 10 \| 80 \| – \| 95 \| −15 \| 24 \| \| 7 \| Mariestads BoIS \| 22 \| 10 \| 3 \| 9 \| 96 \| – \| 73 \| +23 \| 23 \| \| 8 \| IFK Munkfors \| 22 \| 10 \| 1 \| 11 \| 77 \| – \| 89 \| −12 \| 21 \| \| 9 \| Forshaga IF \| 22 \| 10 \| 0 \| 12 \| 90 \| – \| 101 \| −11 \| 20 \| \| 10 \| TBIF (O) \| 22 \| 6 \| 0 \| 16 \| 72 \| – \| 103 \| −31 \| 12 \| \| 11 \| Grästorps IK (O) \| 22 \| 3 \| 0 \| 19 \| 55 \| – \| 169 \| −114 \| 6Nedrykning til Division III 1969-70 \| \| 12 \| IFK Trollhättan \| 22 \| 1 \| 0 \| 21 \| 42 \| – \| 138 \| −96 \| 2Nedrykning til Division III 1969-70 \| K: Kampe spillet, V: Vundne kampe, U: Uafgjorte kampe, T: Tabte kampe, Mf: Mål for, Mi: Mål imod, +/-: Måldifference, P: Point |                   |    |    |   |    |     |   |     |      |                                      |
| Nr | Hold              | K  | V  | U | T  | Mf  |   | Mi  | +/-  | P                                    |
| 1 | Färjestads BK (N) | 22 | 20 | 2 | 0  | 172 | – | 36  | +136 | 42Oprykningsspil                     |
| 2 | Grums IK          | 22 | 15 | 1 | 6  | 126 | – | 54  | +72  | 31                                   |
| 3 | Norrby IK         | 22 | 15 | 1 | 6  | 92  | – | 61  | +31  | 31                                   |
| 4 | Deje IK           | 22 | 14 | 0 | 8  | 112 | – | 102 | +10  | 28                                   |
| 5 | Skövde IK         | 22 | 12 | 0 | 10 | 101 | – | 94  | +7   | 24                                   |
| 6 | Sågdalens SK      | 22 | 12 | 0 | 10 | 80  | – | 95  | −15  | 24                                   |
| 7 | Mariestads BoIS   | 22 | 10 | 3 | 9  | 96  | – | 73  | +23  | 23                                   |
| 8 | IFK Munkfors      | 22 | 10 | 1 | 11 | 77  | – | 89  | −12  | 21                                   |
| 9 | Forshaga IF       | 22 | 10 | 0 | 12 | 90  | – | 101 | −11  | 20                                   |
| 10 | TBIF (O)          | 22 | 6  | 0 | 16 | 72  | – | 103 | −31  | 12                                   |
| 11 | Grästorps IK (O)  | 22 | 3  | 0 | 19 | 55  | – | 169 | −114 | 6Nedrykning til Division III 1969-70 |
| 12 | IFK Trollhättan   | 22 | 1  | 0 | 21 | 42  | – | 138 | −96  | 2Nedrykning til Division III 1969-70 |

## Syd

### Division II Syd A
| \| Nr \| Hold \| K \| V \| U \| T \| Mf \| \| Mi \| +/- \| P \| \| -- \| ------------------- \| -- \| -- \| - \| -- \| --- \| - \| --- \| --- \| ------------------------------------- \| \| 1 \| Nyköpings BIS \| 22 \| 17 \| 3 \| 2 \| 109 \| – \| 56 \| +53 \| 37Oprykningsspil \| \| 2 \| Tranås AIF \| 22 \| 16 \| 4 \| 2 \| 110 \| – \| 61 \| +49 \| 36 \| \| 3 \| Örebro SK \| 22 \| 14 \| 2 \| 6 \| 131 \| – \| 75 \| +56 \| 30 \| \| 4 \| IK IFK/IKS \| 22 \| 14 \| 1 \| 7 \| 93 \| – \| 72 \| +21 \| 29 \| \| 5 \| BK Kenty \| 22 \| 12 \| 1 \| 9 \| 88 \| – \| 67 \| +21 \| 25 \| \| 6 \| IFK Arboga \| 22 \| 11 \| 1 \| 10 \| 74 \| – \| 71 \| +3 \| 23 \| \| 7 \| HC Dalen \| 22 \| 11 \| 1 \| 10 \| 83 \| – \| 102 \| −19 \| 23 \| \| 8 \| IK Terra \| 22 \| 7 \| 3 \| 12 \| 55 \| – \| 76 \| −21 \| 17 \| \| 9 \| GoIF Linden (O) \| 22 \| 6 \| 3 \| 13 \| 81 \| – \| 101 \| −20 \| 15 \| \| 10 \| Mjölby Södra IF (O) \| 22 \| 3 \| 4 \| 15 \| 54 \| – \| 98 \| −44 \| 10Nedrykning til Division III 1969-70 \| \| 11 \| Vätterstads IF \| 22 \| 3 \| 4 \| 15 \| 68 \| – \| 113 \| −45 \| 10Nedrykning til Division III 1969-70 \| \| 12 \| Norrahammars GIS \| 22 \| 4 \| 1 \| 17 \| 74 \| – \| 128 \| −54 \| 9Nedrykning til Division III 1969-70 \| K: Kampe spillet, V: Vundne kampe, U: Uafgjorte kampe, T: Tabte kampe, Mf: Mål for, Mi: Mål imod, +/-: Måldifference, P: Point |                     |    |    |   |    |     |   |     |     |                                       |
| Nr | Hold                | K  | V  | U | T  | Mf  |   | Mi  | +/- | P                                     |
| 1 | Nyköpings BIS       | 22 | 17 | 3 | 2  | 109 | – | 56  | +53 | 37Oprykningsspil                      |
| 2 | Tranås AIF          | 22 | 16 | 4 | 2  | 110 | – | 61  | +49 | 36                                    |
| 3 | Örebro SK           | 22 | 14 | 2 | 6  | 131 | – | 75  | +56 | 30                                    |
| 4 | IK IFK/IKS          | 22 | 14 | 1 | 7  | 93  | – | 72  | +21 | 29                                    |
| 5 | BK Kenty            | 22 | 12 | 1 | 9  | 88  | – | 67  | +21 | 25                                    |
| 6 | IFK Arboga          | 22 | 11 | 1 | 10 | 74  | – | 71  | +3  | 23                                    |
| 7 | HC Dalen            | 22 | 11 | 1 | 10 | 83  | – | 102 | −19 | 23                                    |
| 8 | IK Terra            | 22 | 7  | 3 | 12 | 55  | – | 76  | −21 | 17                                    |
| 9 | GoIF Linden (O)     | 22 | 6  | 3 | 13 | 81  | – | 101 | −20 | 15                                    |
| 10 | Mjölby Södra IF (O) | 22 | 3  | 4 | 15 | 54  | – | 98  | −44 | 10Nedrykning til Division III 1969-70 |
| 11 | Vätterstads IF      | 22 | 3  | 4 | 15 | 68  | – | 113 | −45 | 10Nedrykning til Division III 1969-70 |
| 12 | Norrahammars GIS    | 22 | 4  | 1 | 17 | 74  | – | 128 | −54 | 9Nedrykning til Division III 1969-70  |

### Division II Syd B
| \| Nr \| Hold \| K \| V \| U \| T \| Mf \| \| Mi \| +/- \| P \| \| -- \| -------------------- \| -- \| -- \| - \| -- \| --- \| - \| --- \| ---- \| ------------------------------------ \| \| 1 \| Tingsryds AIF (N) \| 22 \| 22 \| 0 \| 0 \| 165 \| – \| 40 \| +125 \| 44Oprykningsspil \| \| 2 \| IF Troja \| 22 \| 13 \| 4 \| 5 \| 129 \| – \| 69 \| +60 \| 30 \| \| 3 \| Skillingaryds IS \| 22 \| 13 \| 2 \| 7 \| 127 \| – \| 70 \| +57 \| 28 \| \| 4 \| Östers IF \| 22 \| 13 \| 2 \| 7 \| 109 \| – \| 78 \| +31 \| 28 \| \| 5 \| Husqvarna IF \| 22 \| 13 \| 1 \| 8 \| 103 \| – \| 106 \| −3 \| 27 \| \| 6 \| Tyringe SoSS \| 22 \| 11 \| 4 \| 7 \| 110 \| – \| 75 \| +35 \| 26 \| \| 7 \| Malmö FF \| 22 \| 13 \| 0 \| 9 \| 114 \| – \| 88 \| +26 \| 26 \| \| 8 \| Boro/Landsbro IF (O) \| 22 \| 9 \| 2 \| 11 \| 89 \| – \| 96 \| −7 \| 20 \| \| 9 \| Alvesta SK (O) \| 22 \| 6 \| 3 \| 13 \| 75 \| – \| 98 \| −23 \| 15 \| \| 10 \| Halmstads HK \| 22 \| 4 \| 1 \| 17 \| 60 \| – \| 130 \| −70 \| 9Nedrykning til Division III 1969-70 \| \| 11 \| Glimåkra IF (O) \| 22 \| 3 \| 2 \| 17 \| 70 \| – \| 128 \| −58 \| 8Nedrykning til Division III 1969-70 \| \| 12 \| IFK Oskarshamn \| 22 \| 1 \| 1 \| 20 \| 66 \| – \| 239 \| −173 \| 3Nedrykning til Division III 1969-70 \| K: Kampe spillet, V: Vundne kampe, U: Uafgjorte kampe, T: Tabte kampe, Mf: Mål for, Mi: Mål imod, +/-: Måldifference, P: Point |                      |    |    |   |    |     |   |     |      |                                      |
| Nr | Hold                 | K  | V  | U | T  | Mf  |   | Mi  | +/-  | P                                    |
| 1 | Tingsryds AIF (N)    | 22 | 22 | 0 | 0  | 165 | – | 40  | +125 | 44Oprykningsspil                     |
| 2 | IF Troja             | 22 | 13 | 4 | 5  | 129 | – | 69  | +60  | 30                                   |
| 3 | Skillingaryds IS     | 22 | 13 | 2 | 7  | 127 | – | 70  | +57  | 28                                   |
| 4 | Östers IF            | 22 | 13 | 2 | 7  | 109 | – | 78  | +31  | 28                                   |
| 5 | Husqvarna IF         | 22 | 13 | 1 | 8  | 103 | – | 106 | −3   | 27                                   |
| 6 | Tyringe SoSS         | 22 | 11 | 4 | 7  | 110 | – | 75  | +35  | 26                                   |
| 7 | Malmö FF             | 22 | 13 | 0 | 9  | 114 | – | 88  | +26  | 26                                   |
| 8 | Boro/Landsbro IF (O) | 22 | 9  | 2 | 11 | 89  | – | 96  | −7   | 20                                   |
| 9 | Alvesta SK (O)       | 22 | 6  | 3 | 13 | 75  | – | 98  | −23  | 15                                   |
| 10 | Halmstads HK         | 22 | 4  | 1 | 17 | 60  | – | 130 | −70  | 9Nedrykning til Division III 1969-70 |
| 11 | Glimåkra IF (O)      | 22 | 3  | 2 | 17 | 70  | – | 128 | −58  | 8Nedrykning til Division III 1969-70 |
| 12 | IFK Oskarshamn       | 22 | 1  | 1 | 20 | 66  | – | 239 | −173 | 3Nedrykning til Division III 1969-70 |

## Oprykningsspil
I oprykningsspillet spillede de otte puljevindere om fire oprykningspladser til Division I. De otte hold blev inddelt i to nye puljer med fire hold i hver, og i hver pulje spillede holdene om to oprykningspladser.

### Nord
Oprykningsspil Nord havde deltagelse af vinderne af grundspilspuljerne i regionerne Nord og Øst. Holdene spillede en dobbeltturnering alle-mod-alle om to oprykningspladser til Division I.
| \| Nr \| Hold \| K \| V \| U \| T \| Mf \| \| Mi \| +/- \| P \| \| -- \| ------------- \| - \| - \| - \| - \| -- \| - \| -- \| --- \| --------------------------------- \| \| 1 \| Clemensnäs IF \| 6 \| 4 \| 1 \| 1 \| 31 \| – \| 13 \| +18 \| 9Oprykning til Division I 1969-70 \| \| 2 \| Sandåkerns SK \| 6 \| 4 \| 1 \| 1 \| 24 \| – \| 17 \| +7 \| 9Oprykning til Division I 1969-70 \| \| 3 \| Falu IF \| 6 \| 2 \| 2 \| 2 \| 15 \| – \| 16 \| −1 \| 6 \| \| 4 \| Norrtälje IK \| 6 \| 0 \| 0 \| 6 \| 5 \| – \| 29 \| −24 \| 0 \| K: Kampe spillet, V: Vundne kampe, U: Uafgjorte kampe, T: Tabte kampe, Mf: Mål for, Mi: Mål imod, +/-: Måldifference, P: Point |               |   |   |   |   |    |   |    |     |                                   |
| Nr | Hold          | K | V | U | T | Mf |   | Mi | +/- | P                                 |
| 1 | Clemensnäs IF | 6 | 4 | 1 | 1 | 31 | – | 13 | +18 | 9Oprykning til Division I 1969-70 |
| 2 | Sandåkerns SK | 6 | 4 | 1 | 1 | 24 | – | 17 | +7  | 9Oprykning til Division I 1969-70 |
| 3 | Falu IF       | 6 | 2 | 2 | 2 | 15 | – | 16 | −1  | 6                                 |
| 4 | Norrtälje IK  | 6 | 0 | 0 | 6 | 5  | – | 29 | −24 | 0                                 |

| Kampprogram | Kampprogram   | Kampprogram   | Kampprogram | Kampprogram   |
| Dato        | Hjemmehold    | Udehold       | Resultat    | Perioder      |
| ----------- | ------------- | ------------- | ----------- | ------------- |
| 14. februar | Norrtälje IK  | Sandåkerns SK | 1–3         | 0-3, 0-0, 1-0 |
| 14. februar | Falu IF       | Clemensnäs IF | 2–2         | 0-0, 1-1, 1-1 |
| 16. februar | Norrtälje IK  | Clemensnäs IF | 1–6         | 0-1, 1-3, 0-2 |
| 16. februar | Falu IF       | Sandåkerns SK | 4–4         | 2-1, 0-0, 2-3 |
| 21. februar | Clemensnäs IF | Sandåkerns SK | 5–4         | 2-2, 3-2, 0-0 |
| 21. februar | Falu IF       | Norrtälje IK  | 2–0         | 1-0, 1-0, 0-0 |
| 23. februar | Sandåkerns SK | Clemensnäs IF | 4–3         | 2-2, 1-1, 1-0 |
| 23. februar | Norrtälje IK  | Falu IF       | 1–3         | 0-2, 0-1, 1-0 |
| 28. februar | Sandåkerns SK | Falu IF       | 4–3         | 0-2, 3-1, 1-0 |
| 28. februar | Clemensnäs IF | Norrtälje IK  | 10–10       | 4-0, 4-0, 2-1 |
| 2. marts    | Clemensnäs IF | Falu IF       | 5–1         | 0-0, 3-1, 2-0 |
| 2. marts    | Sandåkerns SK | Norrtälje IK  | 5–1         | 0-0, 2-0, 3-1 |

### Syd
Oprykningsspil Syd havde deltagelse af vinderne af grundspilspuljerne i regionerne Vest og Syd. Holdene spillede en dobbeltturnering alle-mod-alle om to oprykningspladser til Division I.
| \| Nr \| Hold \| K \| V \| U \| T \| Mf \| \| Mi \| +/- \| P \| \| -- \| ----------------- \| - \| - \| - \| - \| -- \| - \| -- \| --- \| ---------------------------------- \| \| 1 \| Tingsryds AIF (N) \| 6 \| 5 \| 0 \| 1 \| 28 \| – \| 13 \| +15 \| 10Oprykning til Division I 1969-70 \| \| 2 \| Surahammars IF \| 6 \| 4 \| 0 \| 2 \| 20 \| – \| 20 \| 0 \| 8Oprykning til Division I 1969-70 \| \| 3 \| Färjestads BK (N) \| 6 \| 3 \| 0 \| 3 \| 19 \| – \| 19 \| 0 \| 6 \| \| 4 \| Nyköpings BIS \| 6 \| 0 \| 0 \| 6 \| 7 \| – \| 22 \| −15 \| 0 \| K: Kampe spillet, V: Vundne kampe, U: Uafgjorte kampe, T: Tabte kampe, Mf: Mål for, Mi: Mål imod, +/-: Måldifference, P: Point |                   |   |   |   |   |    |   |    |     |                                    |
| Nr | Hold              | K | V | U | T | Mf |   | Mi | +/- | P                                  |
| 1 | Tingsryds AIF (N) | 6 | 5 | 0 | 1 | 28 | – | 13 | +15 | 10Oprykning til Division I 1969-70 |
| 2 | Surahammars IF    | 6 | 4 | 0 | 2 | 20 | – | 20 | 0   | 8Oprykning til Division I 1969-70  |
| 3 | Färjestads BK (N) | 6 | 3 | 0 | 3 | 19 | – | 19 | 0   | 6                                  |
| 4 | Nyköpings BIS     | 6 | 0 | 0 | 6 | 7  | – | 22 | −15 | 0                                  |

| Kampprogram | Kampprogram    | Kampprogram    | Kampprogram | Kampprogram   |
| Dato        | Hjemmehold     | Udehold        | Resultat    | Perioder      |
| ----------- | -------------- | -------------- | ----------- | ------------- |
| 14. februar | Nyköpings BIS  | Tingsryds AIF  | 1–3         | 1-0, 0-1, 0-2 |
| 14. februar | Surahammars IF | Färjestads BK  | 3–2         | 2-1, 0-0, 1-1 |
| 16. februar | Färjestads BK  | Tingsryds AIF  | 3–5         | 0-1, 2-0, 1-4 |
| 16. februar | Nyköpings BIS  | Surahammars IF | 0–3         | 0-2, 0-0, 0-1 |
| 21. februar | Tingsryds AIF  | Surahammars IF | 2–6         | 0-1, 2-3, 0-2 |
| 21. februar | Färjestads BK  | Nyköpings BIS  | 4–2         | 3-1, 0-1, 1-0 |
| 23. februar | Nyköpings BIS  | Färjestads BK  | 2–3         | 1-1, 0-1, 1-1 |
| 23. februar | Surahammars IF | Tingsryds AIF  | 2–8         | 1-1, 0-1, 1-6 |
| 28. februar | Tingsryds AIF  | Nyköpings BIS  | 3–0         | 1-0, 1-0, 1-0 |
| 28. februar | Färjestads BK  | Surahammars IF | 6–0         | 2-0, 3-0, 1-0 |
| 2. marts    | Tingsryds AIF  | Färjestads BK  | 7–1         | 5-1, 0-0, 2-0 |
| 2. marts    | Surahammars IF | Nyköpings BIS  | 6–2         | 3-1, 1-0, 2-1 |